# Metroid: Other M
Vous lisez un « article de qualité » labellisé en 2018.  Il fait partie d'un « bon thème ».
Metroid: Other M (ou simplement Other M) est un jeu d'action-aventure développé en collaboration entre Team Ninja et Nintendo, qui le publie en 2010 sur Wii en Amérique du Nord, au Japon puis en Europe. C'est un jeu de la série Metroid dont les événements prennent place entre Super Metroid et Metroid: Fusion. Le joueur incarne la chasseuse de primes intergalactique Samus Aran qui enquête au cœur de l'épave de la station spatiale, avec la section d'assaut de la Fédération Galactique, dans laquelle figure son ancien officier Adam Malkovich.
Le jeu est développé par Project M, une équipe composée de membres de Nintendo, de l'équipe Team Ninja et du studio d'animation D-Rockets. Yoshio Sakamoto, le développeur emblématique de la série, approche le premier pour leur proposer le développement du jeu, alors que le second se voit confier la réalisation des scènes cinématiques se déroulant durant le jeu. Un système de contrôles simple est mis en place afin de rendre le jeu plus intuitif et plus attractif, mais aussi dans le but de focaliser davantage le jeu sur l'histoire et la représentation des personnages. Other M se joue dans une perspective à la troisième personne, uniquement avec la télécommande Wii, et son gameplay se concentre sur l'exploration et le combat. Le jeu introduit un nouveau système d'attaques, mais qui ne peuvent être exécutées que si la vie des ennemis est réduite jusqu'à un certain niveau.
Lors de sa sortie, le jeu obtient globalement un bon accueil de la part des critiques, notamment grâce à son gameplay, ses graphismes et l'atmosphère globale du jeu. Quelques critiques sont cependant unanimement relevées, notamment concernant l'histoire et la façon dont le personnage de Samus est traité, considéré comme une déviation négative par rapport à ce qui a été fait jusque-là dans la série. Le jeu reçoit de nombreuses distinctions de la part de la presse spécialisée. Other M figure parmi les meilleures ventes de jeu lors de sa sortie au Japon, ainsi qu'aux États-Unis en septembre 2010. Le jeu est réédité sur Wii U via le Nintendo eShop en 2016.

## Trame

### Univers
Metroid: Other M prend place dans l'univers de science-fiction de la franchise Metroid. Les événements qui se déroulent durant le jeu prennent place entre ceux de Super Metroid et ceux de Metroid: Fusion,. Cependant, l'univers dans lequel cet épisode se déroule est radicalement différent de ceux des précédents opus, puisque l'isolement caractéristique de Samus sur une planète extraterrestre à l'environnement compliqué est largement absent et que l'aventure ne se déroule plus réellement en solo. Peu de temps après son arrivée sur une station spatiale abandonnée, elle rencontre une troupe de soldats de la Fédération galactique avec qui elle coopère, et noue justement une histoire secrète avec certains d'entre eux. L'univers solitaire et isolé, avec une atmosphère angoissante, laisse place à une narration très présente, réalisée à l'aide de scènes cinématiques et d'une voix off féminine racontant divers éléments de l'intrigue,,.

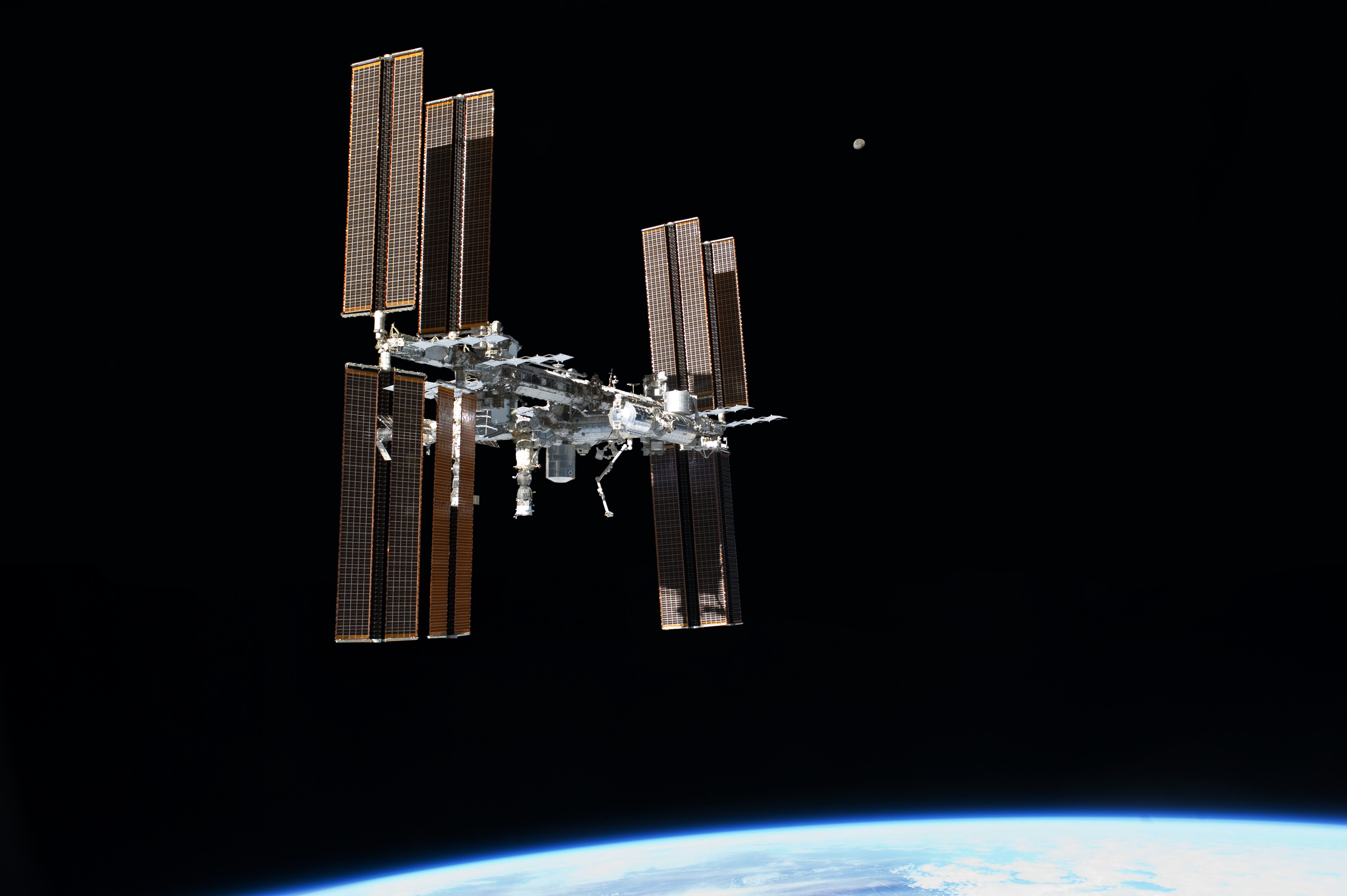
Metroid: Other M ne se déroule pas sur une planète comme dans la plupart des précédents épisodes, mais dans une station spatiale abandonnée (Station spatiale internationale, en 2009).

L'intrigue se déroule dans plusieurs lieux différents à l'intérieur d'un vaisseau spatial de la Fédération galactique appelé Station-bouteille. Le level design reprend les marqueurs de la série conférant à la station spatiale un aspect ressemblant aux dédales souterrains des planètes précédemment explorées dans les premiers opus de la série. La station est donc composée de longs couloirs aussi bien horizontaux que verticaux, connectant un grand nombre de salles, pour certaines très grandes. Le Secteur principal est la première zone accessible, passage charnière qui permet d'accéder aux ascenseurs donnant aux trois autres secteurs, des sphères gigantesques à l'intérieur du navire : la Biosphère, au climat tropical et à la jungle luxuriante, la Cryosphère, aux étendues glaciales couvertes d'un manteau de neige, et la Pyrosphère, aux bassins de lave et à la température extrême. En outre, une zone secrète connue sous le nom de secteur zéro, récréation de Tourian (surface de la planète Zèbes) et abritant les expériences secrètes sur les métroïdes, est située en dessous des sphères,.

### Personnages

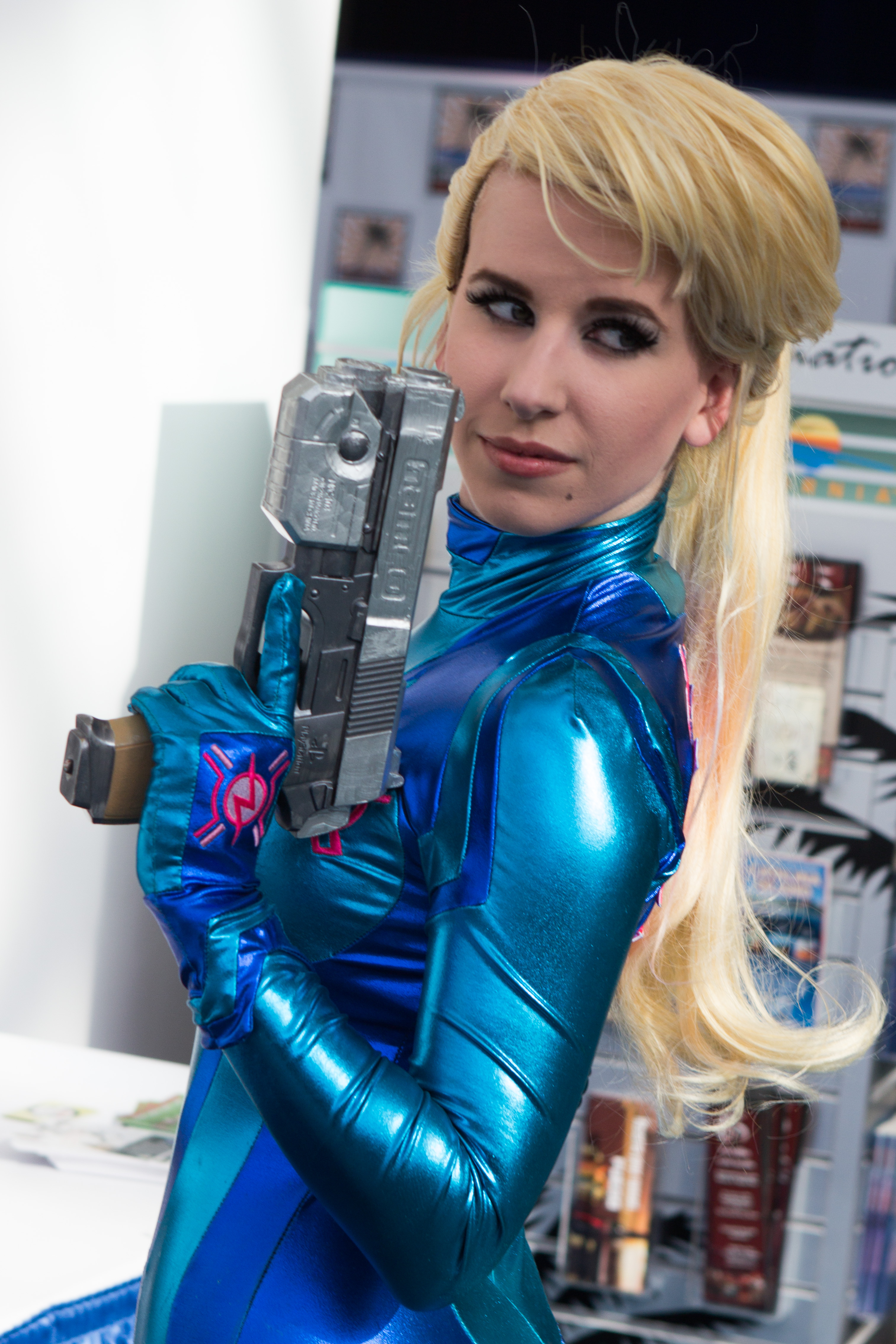
Le personnage de Samus Aran est beaucoup plus expressif et loquace dans Other M, que dans les précédents épisodes (cosplay de Samus).

Dans Metroid: Other M, le joueur incarne la chasseuse de primes Samus Aran, qui enquête sur une station spatiale abandonnée, connue sous le nom de Station-bouteille. Jeune femme courageuse et intelligente, elle doit vivre avec le souvenir douloureux de la mort de ses parents lors d'un raid mené par Ridley sur la colonie K-2L lorsqu'elle était petite. Elle est alors élevée par les Chozos, une race de créatures disparue. À l'instar du précédent jeu de la série, Fusion, Samus s'exprime et est même très loquace. L'implémentation de voix dans cet épisode et l'accent sur les scènes cinématiques offrent beaucoup plus d'informations sur la personnalité de l'héroïne, son raisonnement, ses peurs et ses angoisses. Dans Other M, Samus est présentée sous des aspects très différents des anciens épisodes de la série. Elle est dépeinte sous les traits d'une personne très émotive, vulnérable, parfois paniquée, parfois apeurée, détonnant des précédents épisodes,. Elle montre des sentiments maternels vis-à-vis du bébé métroïde et sa relation avec Adam Malkovich devient un point important du récit, alors que les raisons l'ayant poussée à quitter l'armée  quand elle était sous ses ordres restent somme toute nébuleuses. Son indépendance laisse place à une autorité masculine. Elle est obligée de se référer à lui et doit répondre à ses ordres, alors que le personnage est totalement indépendant dans les précédents jeux.
Durant sa mission sur la Station-bouteille, Samus s'allie à la septième section de l'armée de la Fédération galactique, composée de six membres : Adam Malkovich, Anthony Higgs, Lyle Smithsonian, Maurice Favreau, James Pierce, et K.G. Misawa,. Adam Malkovich est un commandant de la Fédération galactique et l'ancien supérieur de Samus lorsqu'elle faisait partie de l'armée de la Fédération. Il représente une figure paternelle pour elle. Samus s'est contrainte à quitter l'armée, marquée par le sacrifice inévitable du frère d'Adam, que ce dernier n'a pas tenté d'éviter. Anthony Higgs est un vieil ami de Samus.
L'antagoniste principal d'Other M est l'androïde MB, alias Melissa Bergman, une intelligence artificielle aux traits humains, créée par des scientifiques de la Fédération galactique dans le but de répliquer l'intelligence artificielle de Mother Brain, afin de contrôler des clones des métroïdes. Le clonage de ces derniers et de Ridley a été réalisé à partir de l'ADN retrouvé sur l'armure de Samus après les événements se déroulant dans Super Metroid. Elle était à l'origine une jeune femme en apparence ordinaire, douée d'une intelligence remarquable. Lorsqu'elle commence à s'affirmer et à démontrer des émotions, il est décidé de la reprogrammer. Cet incident, qu'elle vit comme une trahison, la pousse à se rebeller. Par ailleurs, un personnage mystérieux que Samus surnomme l'Effaceur, aurait été envoyé par la Fédération galactique dans le but d'éliminer tous les témoins des activités illicites menées sur la Station-bouteille. Membre de la septième section de la Fédération galactique, son identité ne sera jamais clairement dévoilée, même si plusieurs indices portent à croire que ce soit James Pierce.
Samus rencontre une faune locale hostile, comme toutes sortes d'insectes et toute une panoplie de créatures.

### Contexte
Repartant de sa mission sur SR-388, planète d'origine des métroïdes, qui l'a vue triompher de ces créatures, Samus Aran est retardée par un œuf gisant sur le chemin, qui éclot et laisse s'échapper une larve de métroïde. La larve prend Samus pour sa mère et la suit sans aucune animosité. Voyant cette créature amicale qui lie son empreinte filiale avec elle, Samus n'ose pas éliminer cette dernière présence. Par la suite, Samus confie le bébé métroïde à l'Académie des sciences spatiales de la station orbitale Ceres, afin que les scientifiques étudient et maitrisent les pouvoirs de ces créatures — Ces événements se déroulent durant le second opus de la série, Metroid II: Return of Samus, notamment lors de l'épilogue, et sont présentés dans le manuel de jeu de Metroid: Other M.
Samus Aran se réveille alors que des scientifiques sont affairés autour d'elle. Elle vient de revoir en rêve son combat contre Mother Brain, au cours duquel elle se voit sauvée d'une mort certaine par le sacrifice d'un bébé métroïde. Celui-ci lui confère l'Hyper Beam qui lui permet de vaincre le chef des Pirates de l'espace, événements qui entraine la destruction de Zèbes, du dernier métroïde et des Pirates de l'espace. Samus s'interroge et se demande pourquoi elle a été épargnée, alors que les scientifiques ont fini le nettoyage de toutes particules étrangères de son costume notamment celles du métroïde, et quelques améliorations. Après quelques essais, elle reprend sa route dans l'espace, à bord de son vaisseau — Les événements que l'héroïne se remémore se déroulent durant le précédent opus, Super Metroid, et sont présentés en introduction de Metroid: Other M,.

### Histoire
Samus Aran quitte le bâtiment de la Fédération galactique, quand elle reçoit un appel de détresse mystérieux titré « Cri de bébé », qui lui semble lui être destiné et l'attire sur un vaisseau épave appelé Station-Bouteille, en apparence déserté. Elle rencontre rapidement une escouade de six membres de l'armée de la Fédération galactique, la 7e section, qui a également fait suite à cet appel. Parmi eux, figurent deux anciens compagnons d'armes lorsque Samus faisait partie de cette armée : Anthony Higgs, et le général Adam Malkovich, son ancien officier supérieur qu'elle considère comme son père. Adam la traite très froidement de prime abord, en raison des circonstances de son départ de l'armée qui restent somme toute nébuleuses, la qualifiant d'étrangère et ordonnant à son équipe de ne pas lui donner de détails sur leur mission. La découverte d'un cadavre pousse Samus à suggérer à Adam de coopérer avec eux. Lorsque la chasseuse de prime vient à bout d'un monstre très menaçant, il accepte sa proposition à condition qu'elle suive ses ordres. Par la suite, Adam assigne tout le groupe à l'enquête de la Station-Bouteille. Samus et la section se dirigent vers la Biosphère, où ils découvrent que la directrice du vaisseau, Madeline Bergman, a conduit des recherches clandestines sur des armes biologiques pour le compte de la Fédération galactique. Après l'attaque mystérieuse d'une créature reptilienne qu'elle parvient à repousser, Adam ordonne à Samus de suivre le monstre dans la Pyrosphère, mais elle se rend rapidement dans la Cryosphère à la recherche de rescapés. Là, Samus rencontre une survivante clamant être Madeline Bergman, mais elle est attaquée par un membre non-identifié de la section, un traitre qu'elle surnomme « l'Effaceur » — son identité ne sera pas explicitement dévoilée durant le jeu,,.

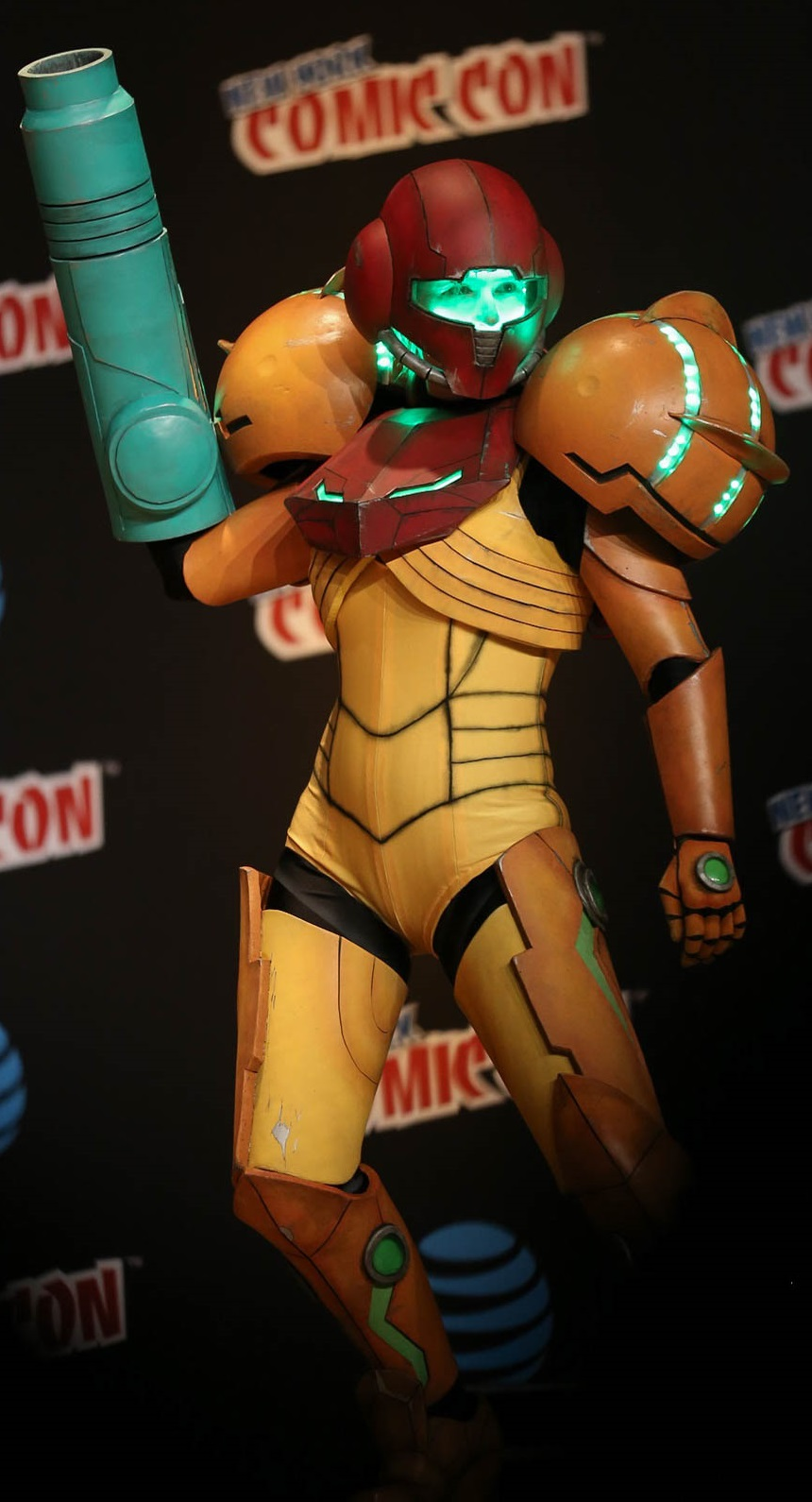
Après les évènements se déroulant durant Super Metroid, Samus Aran se rend auprès de la Fédération galactique, qui nettoie son costume et récupère à son insu des particules de métroïdes, afin de les recréer et de réaliser de nouvelles expériences.

Samus retourne dans la Pyrosphère pour suivre la créature reptilienne et découvre qu'il s'agit en réalité d'un stade juvénile de dragon du même type que Ridley. Anthony Higgs attire l'attention de Ridley et le défie, mais semble avoir été tué. Dans l'impossibilité de le sauver, Samus se bat contre Ridley, qui finalement s'enfuit. Samus quitte la zone et se rend compte qu'elle ne peut pas contacter Adam, et découvre l'effaceur se dirigeant vers la Biosphère. Samus le suit jusqu'au centre de recherche sur les armes biologiques, où elle rencontre à nouveau la personne qui est présentée comme Madeline Bergman. Madeline explique que les scientifiques tentaient de faire propager les métroïdes dans le vaisseau, issus de la reproduction des restes du bébé métroïde récupérés sur le costume de Samus durant sa période de quarantaine. Elle révèle également que MB (Melissa Bergman), une intelligence artificielle conçue à partir de Mother Brain, a été créée pour contrôler les métroïdes, situés dans une zone secrète connue sous le nom de secteur zéro, une récréation de Tourian. Elle dévoile en outre qu'Adam est responsable du programme militaire métroïde. Samus se dirige alors vers le secteur zéro, mais Adam l'empêche d'entrer, l'avertissant que les métroïdes qui s'y trouvent ne peuvent pas être gelés. Adam ordonne à Samus de vaincre Ridley et d'assurer la sécurité d'un survivant dans une salle du centre de recherche sur les armes biologiques. Adam se dirige alors vers le secteur zéro pour activer la séquence d'autodestruction, se sacrifiant lorsque celui-ci se détache du vaisseau et explose,,.
Samus retourne au centre de recherche, où elle trouve le corps de l'Effaceur, qui se révèle être James Pierce, et les restes momifiés de Ridley. Elle découvre également le survivant et vient à bout d'une reine métroïde. Samus poursuit ce survivant, qui se révèle être la vraie Madeline. Celle-ci explique que la femme qui a plus tôt usurpé son identité est MB, un androïde créé pour établir une relation avec les métroïdes. Lorsqu'elle commença à s'affirmer et à démontrer des émotions, il a été décidé de la reprogrammer. Vivant ceci comme une trahison, MB a ordonné télépathiquement aux forces spéciales des Pirates de l'espace d'attaquer les occupants du vaisseau, dans le but ultime de laisser les métroïdes se propager sur la station. Ceux-ci et leur reine ont donc proliféré dans le secteur zéro. Samus et Madeline sont par la suite confrontées à MB, et alors qu'un groupe de soldats de la Fédération galactique se précipite dans la pièce, il invoque les créatures les plus dangereuses du vaisseau. Madeline arrête MB, qui est ensuite détruit par les soldats de la Fédération. Le colonel complimente les efforts de Samus mais ordonne à un soldat de la raccompagner jusqu'à son navire. Celui-ci se révèle être Anthony, le seul membre survivant de la 7e section, qui semblait pourtant avoir été tué par Ridley. Samus, Madeline et Anthony partent pour le quartier général de la Fédération galactique dans le vaisseau de Samus,.
Par la suite, la Fédération galactique décide de détruire la Station-bouteille. Avant que cela ne se produise, Samus y retourne afin de retrouver quelque chose « d'irremplaçable ». Cet objet de valeur est en fait le casque d'Adam que Samus récupère au centre de contrôle après avoir combattu le boss Phantoon. Alors qu'elle le tient dans ses bras et que des souvenirs reviennent à son esprit, la séquence d'auto-destruction du vaisseau est activée à distance. Dépourvue de son armure, Samus réussit à s'enfuir avec son vaisseau, en possession du casque d'Adam.

## Système de jeu

### Généralités
Metroid: Other M est un jeu d'action-aventure qui se joue dans un univers en trois dimensions, affiché dans une vue à la troisième personne. Le jeu bascule régulièrement dans une vue à la première personne, permettant notamment au joueur de cibler ses ennemis et de tirer, mais il est impossible de se déplacer dans cette configuration. En outre, la caméra est régulièrement fixe dans certaines salles, offrant différents points de vue, notamment des plans larges. De plus, lors de déplacements, la caméra réalise régulièrement des translations affichant le jeu en vue latérale, dans une configuration classique pour la série, où le jeu se déroule dans une vue limitée en deux dimensions,,,. Celle-ci suit le personnage en vue à la troisième personne, mais parfois ne se déplace pas et recule sans passer derrière le personnage, plaçant des éléments hors-champ. Le gameplay consiste à résoudre des énigmes, afin de découvrir des secrets, réaliser des phases de jeu de plates-formes et de tirer sur des ennemis. Le gameplay, identique à celui des précédents jeux de la série malgré quelques adaptations, se déroule de manière linéaire et la carte met en évidence les prochains objectifs. Samus coopère avec une troupe de soldats de la Fédération galactique et tient ses ordres de leur chef, Adam Malkovich. Le jeu est parsemé de nombreuses scènes cinématiques, de plus d'une heure au total, décrivant ou expliquant l'intrigue,  complétées d'une voix off en langue anglaise (sous-titres en français),.
Au tout début de la partie dans les locaux de la Fédération galactique, lorsque Samus rêve de ses précédentes aventures pendant que son costume est nettoyé, et avant d'arriver sur la station spatiale, un didacticiel se déroulant dans une salle évolutive permet d'apprendre tous les mouvements, les capacités et les armes de Samus.
Le mode théâtre, un film de deux heures, peut être débloqué en terminant le jeu. Celui-ci, divisé en chapitres, contient toutes les scènes cinématiques du jeu, ainsi que plusieurs vidéos de gameplay enregistrés par les développeurs. Finir le jeu permet également d'obtenir une mission supplémentaire post-crédits contenant un boss, une galerie d’artworks, ainsi qu'un mode difficile qui permet de vivre l'aventure à un niveau plus ardu.

### Contrôles et angles de vue

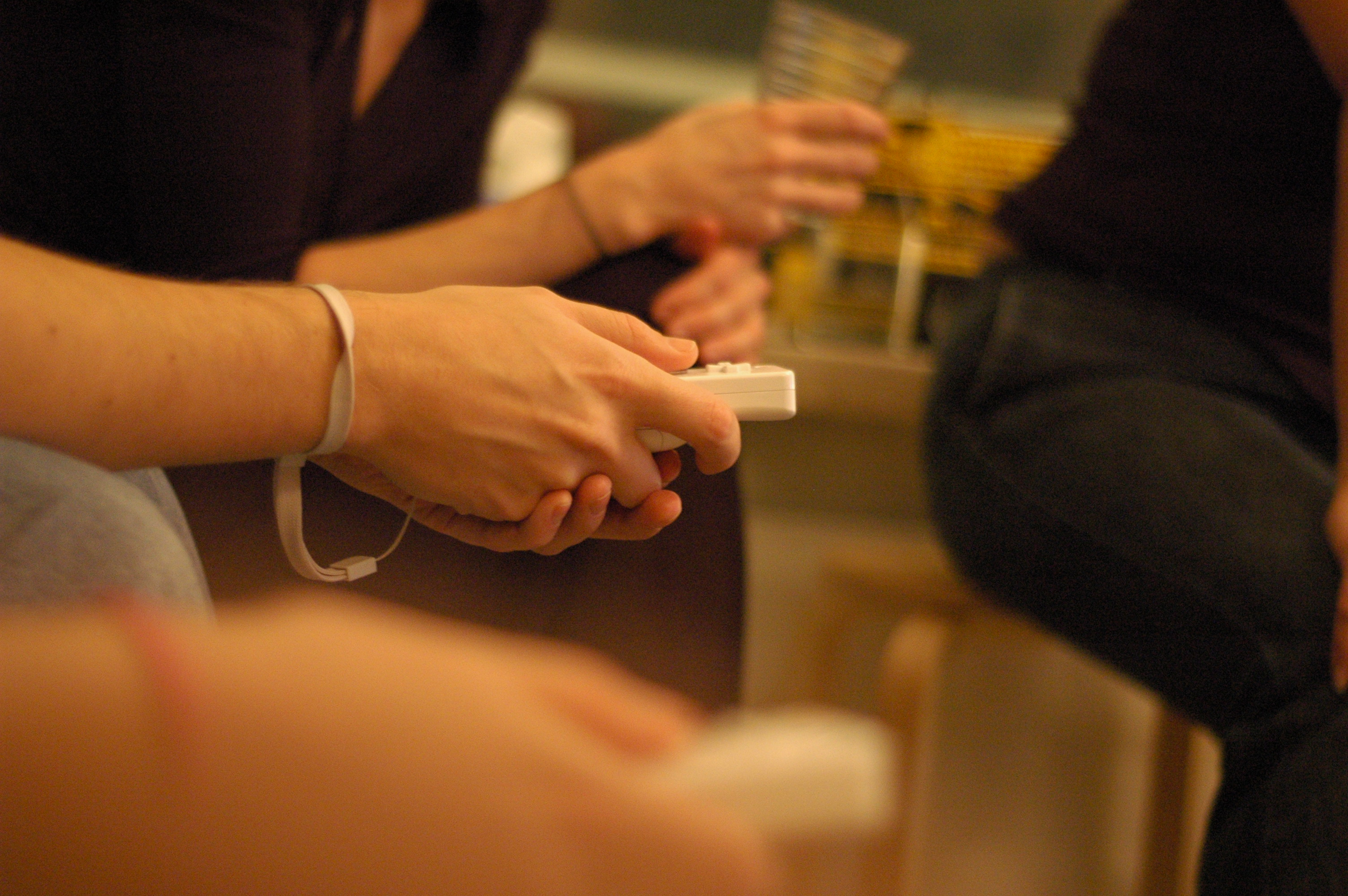
La télécommande Wii s'utilise sans le Nunchuk, à l'horizontale comme une manette classique, mais aussi en la pointant vers l'écran de jeu, et parfois à la verticale.

La transition de la vue objective à la vue subjective est au cœur de l'expérience de jeu d'Other M. Le jeu se contrôle avec la télécommande Wii, sans l'accessoire Nunchuk. La manette s'utilise à l'horizontale à l'instar d'une manette traditionnelle avec croix directionnelle et boutons, et le mode d'affichage par défaut est en vue à la troisième personne. Le personnage bénéficie d'une liberté totale de mouvements et peut ainsi tirer, sauter, esquiver et se transformer en boule morphing. Cette dernière permet à Samus de rouler dans des passages étroits et de placer des bombes. Par ailleurs, lorsque le joueur cible l'écran avec la manette, le jeu passe dans une vue à la première personne, qui est la seule façon d'utiliser des capacités telles que les missiles ou le grappin. Dans cette configuration, le joueur peut seulement faire pivoter le personnage joueur sur lui-même à 360°, sans le déplacer,,,,. Il est très fréquemment nécessaire de changer de vue, par exemple pour détruire une horde d'ennemis, puis cibler des items en particulier. De plus, le mode à la première personne est également utilisé dans l'exploration, par exemple pour localiser les items cachés,.
Enfin, orienter la manette à la verticale permet d'utiliser le pouvoir de concentration, afin de recharger sa réserve de missiles, ou de récupérer une partie des points de santé en cas de besoin. En effet, contrairement aux autres jeux de la série, les ennemis ne laissent pas d'items lorsqu'ils meurent, et les armes et la vie peut être également restaurées grâce aux terminaux de navigation. Il existe également de nombreux points de restauration et de sauvegarde disséminés dans la station spatiale.

### Compétences et équipements
L'acquisition de nouvelles compétences et armes se fait la plupart du temps par autorisation du chef de mission Adam Malkovich. Samus commence le jeu avec une armure complètement équipée, mais n'utilise que ce qu'Adam lui permet, sauf à la fin du jeu. Elle possède entre autres tout l'équipement disponible dans Super Metroid. Toutefois, d'autres power-ups doivent toujours être trouvés, notamment les réserves de missiles supplémentaires, les accélérateurs pour le rayon de charge ou le mode concentration, les réservoirs et parties de réservoirs d'énergie supplémentaires,. Samus dispose progressivement de la plupart des armes et des mouvements obtenus dans les précédents épisodes, tels que le rayon de charge, le rayon plasma, les missiles et super-missiles, la boule morphing, ses bombes et bombes de puissance, le saut mural et le saut spatial, le grappin, et les bottes de vitesses. Elle peut aussi user de techniques telle que le bomb jump (saut sur ses propres bombes),.
Le personnage de Samus est équipé d'un système de ciblage automatique qui s'active et vise tous les ennemis apparaissant,. Tous les ennemis ne se tuent pas avec les mêmes armes, certains sont sensibles aux divers rayons de Samus, d'autres aux missiles et d'autres aux nouvelles attaques spéciales.

### Nouvelles techniques

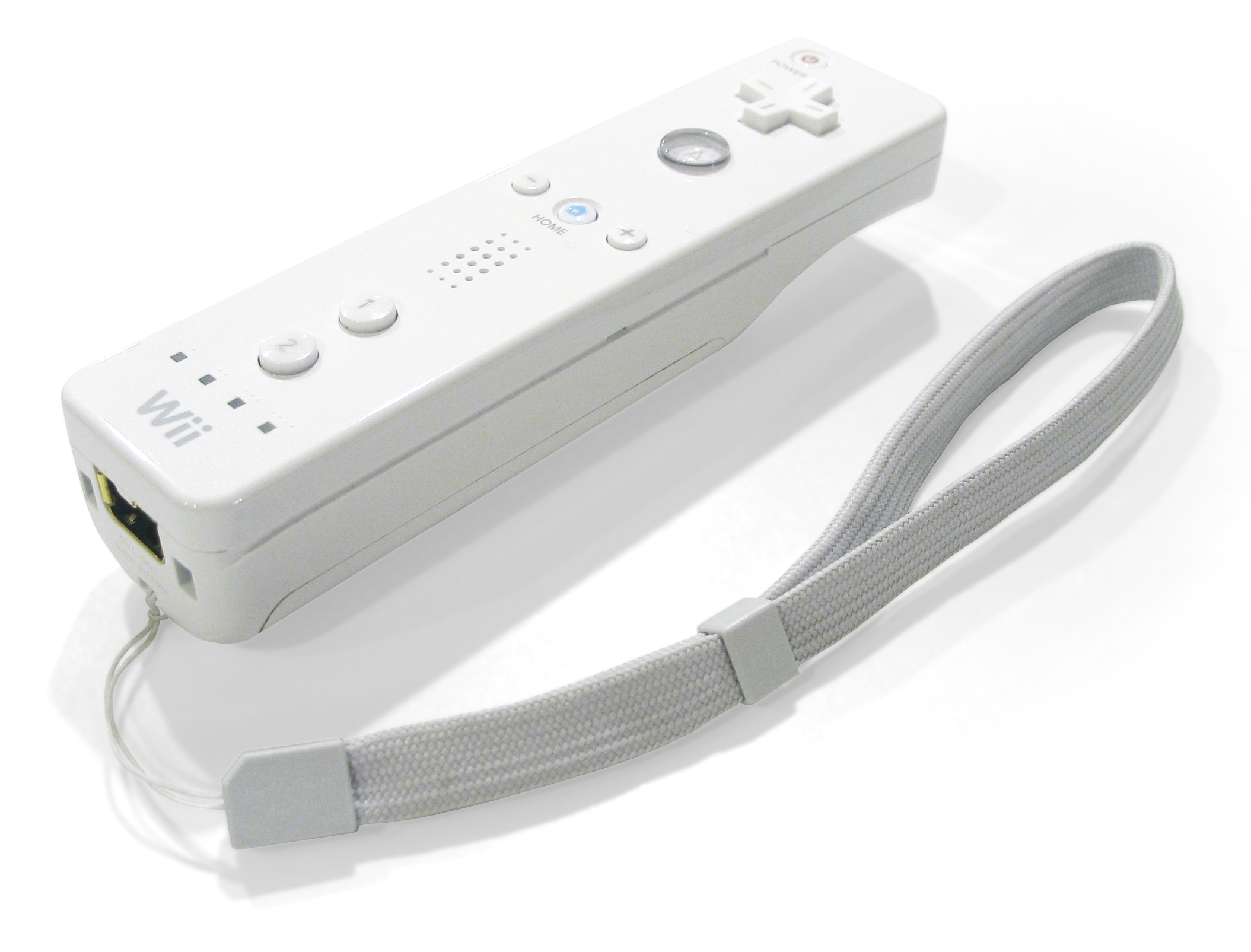
Seuls les quelques boutons de la télécommande Wii sont actifs. La croix directionnelle permet, dans le bon timing, de déclencher des actions spéciales, inédites dans la série.

De nouvelles techniques spéciales font aussi leur apparition : l'esquive instinctive, le coup de grâce et l'attaque rodéo. Elles doivent être réalisées dans le bon timing durant les combats.
L'esquive instinctive permet d'éviter une attaque, en appuyant sur la croix directionnelle dans la direction désirée dans la vue à la troisième personne. Il est aussi possible de l'exécuter en vue à la première personne, en déplaçant le curseur de visée vers un côté de l'écran quand la bordure de la visière tourne du bleu au vert juste avant l'impact d'un coup. Le joueur peut charger instantanément son arme lorsqu'il effectue une esquive instinctive en appuyant sur la touche de tir de façon synchronisée,. Si une charge de rayon est lancée juste avant de réaliser une esquive, elle atteint automatiquement son niveau maximum de puissance quand Samus se retrouve sur ses pieds.
Afin d'amorcer la séquence d'exécution du coup de grâce, deux conditions préalables sont nécessaires : l'ennemi doit être affaibli et le canon de Samus doit être chargé au complet. Ensuite, il est nécessaire de se diriger droit vers l'ennemi. Le coup de grâce ne fonctionne pas avec tous les adversaires,.
L'attaque rodéo, qui ressemble au coup de grâce, n'est pas toujours fatale, mais cause d'importants dégâts. Pour la lancer, il faut dans un premier temps sauter sur certains types d'ennemis, la jauge de charge se met alors à augmenter et dès qu'elle est au maximum, le joueur doit faire feu avec son arme,.

## Développement

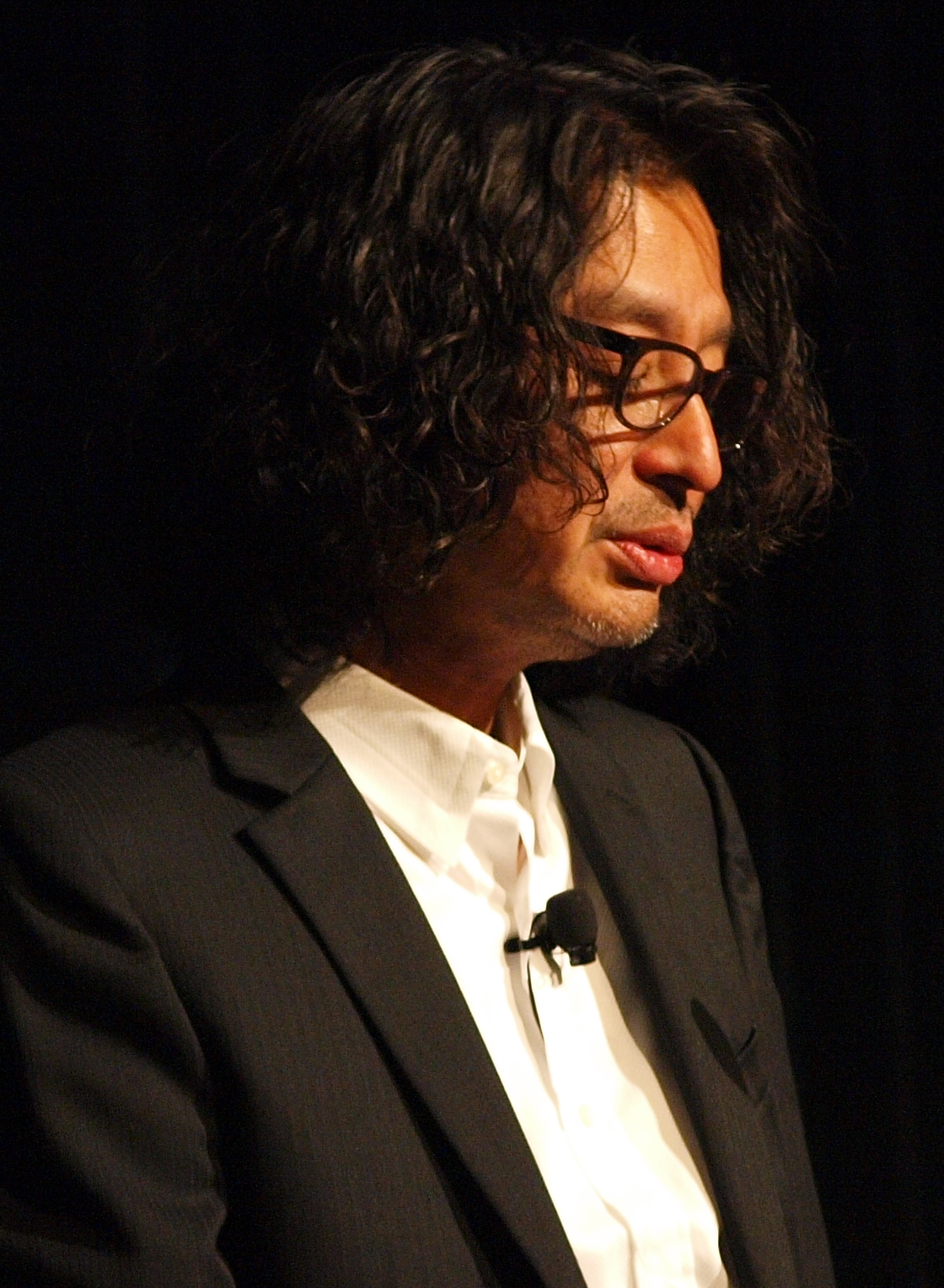
Yoshio Sakamoto, personne-clef de l'histoire de Metroid, imagine le concept dOther M, notamment ses contrôles sans le Nunchuk.

### Équipe et genèse
Metroid: Other M est développé par Project M, une équipe de plus de cent personnes constituée de membres de Nintendo, du studio de développement Team Ninja et du studio d'animation D-Rockets,,. Une dizaine d'autres petites entreprises prennent part à ce projet « pharaonique », comme Taiyo Kikaku, Polygon Pictures et Shirogumi Inc..
Lors du lancement de la console Wii en 2006, Yoshio Sakamoto, le producteur et concepteur en chef de la franchise Metroid, décide de créer un nouveau jeu sur cette plate-forme et commence à établir le concept. Sakamoto imagine en premier lieu le scénario et les visuels en trois dimensions. C'est un processus de développement atypique chez Nintendo qui, habituellement, décide en amont de la structure et des caractéristiques de jeu. Il sait qu'aucun des membres de chez Nintendo ne va comprendre son approche, et pense qu'ils vont considérer ses idées comme « extravagantes ou carrément irréalisables », telles que faire un jeu en 3D réalisant des transitions vers un gameplay à défilement horizontal ou vers des cinématiques, sans coupures. De plus, son équipe, la division R&D1, ne maitrise pas le savoir-faire pour produire un jeu en 3D, d'autant que les derniers jeux qu'elle a réalisés sont sortis sur Game Boy Advance, une sorte de mini-ordinateur, plutôt qu'une console nouvelle génération (en 2006). À ce moment-là, Sakamoto joue à un jeu de la série Ninja Gaiden en 3D, développé par Team Ninja. Celui-ci favorise les mouvements, mais est doté de contrôles simples et agréables. Sakamoto estime que l'équipe qui l'a conçu peut probablement créer le jeu qu'il a imaginé. Il décide alors de rencontrer ce studio, et déclare à l'issue de cette entrevue que son point de vue sur les jeux en 3D a complètement évolué. Il décide donc de travailler avec cette entreprise tierce, Team Ninja, qu'il qualifie de partenaire « idéal », capable de réaliser le projet qu'il a imaginé dès 2006, alors que son équipe n'a pas la connaissance pour le faire. Le studio a aussi l'habitude de développer sur console de jeux vidéo, ce qui manque à la R&D1. Sakamoto approche donc Yusuke Hayashi, le responsable de Team Ninja, au sujet de l'adaptation du moteur « clinquant » de Ninja Gaiden, dont ce studio est responsable, à sa vision d'un nouveau jeu Metroid en trois dimensions,.
Sakamoto officie en tant que producteur et scénariste principal. Trois membres des équipes ayant participé à la création des jeux Metroid, sortis sur Game Boy Advance, Metroid: Fusion et Metroid: Zero Mission, se chargent de la conception. Le studio de développement filiale de Tecmo Team Ninja, composée d'une équipe de près de 70 personnes, s'occupe de toute la partie programmation et de la modélisation tridimensionnelle,. Le studio d'animation D-Rockets assume la création des scènes cinématiques en graphismes d'ordinateur,. Ce dernier rentre dans le projet par le biais de Team Ninja avec qui l'entreprise a déjà collaboré. Ryuji Kitaura, réalisateur des cinématiques, officie également en tant que réalisateur global du jeu. Le processus débute en 2007 et s'étale sur trois années,.

### Simplicité des contrôles
Sakamoto veut créer un jeu d'action en trois dimensions qui ne se joue qu'avec la télécommande Wii, sans le Nunchuk. Il décrit le jeu comme le plus récent en termes de gameplay, mais avec les contrôles les plus simples. Il imagine au départ un jeu aussi simple que sur NES. L'idée est donc d'implémenter des contrôles simples comme ceux de la première console de salon de Nintendo, seulement avec la télécommande. Selon Sakamoto, le joueur ressent plus de sensations avec la croix directionnelle qu'avec le Nunchuk dans un univers en trois dimensions. Dès sa rencontre avec Team Ninja, notamment Yosuke Hayashi, il lui explique son intention, de sorte que ce jeu plaise aux joueurs les plus récents. L'idée est qu'un joueur n'ayant jamais joué à Metroid puisse prendre la manette et jouer aussitôt et sans problème. Hayashi ne comprend pas bien au départ ce que veut faire Sakamoto. Il est autant surpris de se voir proposer la création d'un jeu Metroid, que de cette requête concernant les contrôles. Cependant, celui-ci finit par saisir rapidement les attentes de Sakamoto, dès qu'il donne des explications. Team Ninja le conforte dans ce choix dans la mesure où le studio estime qu'une configuration avec trop de boutons détourne le joueur de l'action. La compréhension de ce nouveau concept est également favorisée car une bonne partie de l'équipe a déjà joué aux jeux de la franchise Metroid.

« Quand j'ai demandé à Sakamoto, alors c'est un jeu NES avec les dernières technologies [en 2010], n'est-ce pas ? Il a répondu : c'est exactement ça. »

— Yosuke Hayashi
Dès la planification du jeu, le nombre de boutons à implémenter est décidé. La première volonté chez Team Ninja est de faire un jeu Wii-ready. L'équipe de développement veut également se servir de cette configuration simple pour engendrer une action spectaculaire, avec des attaques spéciales variées ne nécessitant que peu l'usage de boutons. Elle fait beaucoup d'essais-erreurs avant d'arriver à trouver la bonne configuration, sans en augmenter leur nombre. Pourtant, l'équipe rencontre quelques difficultés car la télécommande Wii ne possède que très peu de boutons, notamment pour implémenter les attaques spéciales par exemple. Elle résout ce problème en automatisant certains mouvements grâce à la croix directionnelle. Elle utilise aussi un aspect qu'elle appelle réaction, comme pour l'esquive instinctive, que le joueur peut déclencher en réagissant au moment opportun sur la croix, donc dans le bon timing.

### Changement de vue
Si Retro Studios a essayé de créer l'expérience ultime de jeu à la première personne avec la série Metroid Prime, l'approche de Sakamoto avec le gameplay d'Other M est différente, particulièrement au niveau de l'histoire et de la narration. Sakamoto décide de centrer le jeu sur un gameplay en deux dimensions car il le considère plus confortable pour les joueurs, notamment lors des transitions du jeu vers les scènes cinématiques. Il estime que la 2D produit moins de confusion que la 3D, et permet de mieux introduire les séquences de narration. Other M ne reprend que quelques éléments ayant rendu la série Metroid Prime unique, en particulier la vue objective immersive, car l'équipe estime ne pas être obligée de tout reprendre.
Pour Sakamoto, beaucoup de choses n'auraient pas été possibles à faire dans le jeu sans passer par une vue à la première personne ressemblant à celle de Metroid Prime. Cette vue subjective engendre un gameplay seulement possible avec la télécommande Wii. Par exemple, si le joueur arrive dans un endroit suspect, il peut changer de vue pour faire une recherche d'items. La série Metroid est appréciée pour cet aspect recherche, et c'est l'une des raisons qui a donc motivé le choix de cette vue. Sakamoto précise également que l'univers n'est pas si différent de celui de la série de jeux Prime, et que c'est simplement une autre histoire qui est racontée. Il dévoile que cette dernière a influencé ces choix dans la mesure où les joueurs ont apprécié ce mode de vue et ont marqué leur intérêt à retrouver des jeux de la série sous cette forme. Il précise même « avoir pris des notes dessus ». Si visuellement Other M tente de ressembler à la série Prime, l'objectif de cette évolution a été d'améliorer l'expérience de jeu en 2D. Sakamoto dévoile que les mouvements n'ont pas été implémentés dans la vue à la première personne, car il estime que le joueur a du mal à juger sa position comme à choisir la position idéale, mais aussi pour préserver l'un des prérequis, la création d'un jeu simple. Par cette limitation, il veut aussi conserver l'essence du jeu en deux dimensions.

### Scénarisation et histoire des personnages
Sakamoto considère qu'il a deux points à régler avec Other M : le jeu doit établir le lien manquant entre Super Metroid et Metroid: Fusion, et le personnage de Samus n'est pas défini de la même manière pour tous les joueurs.

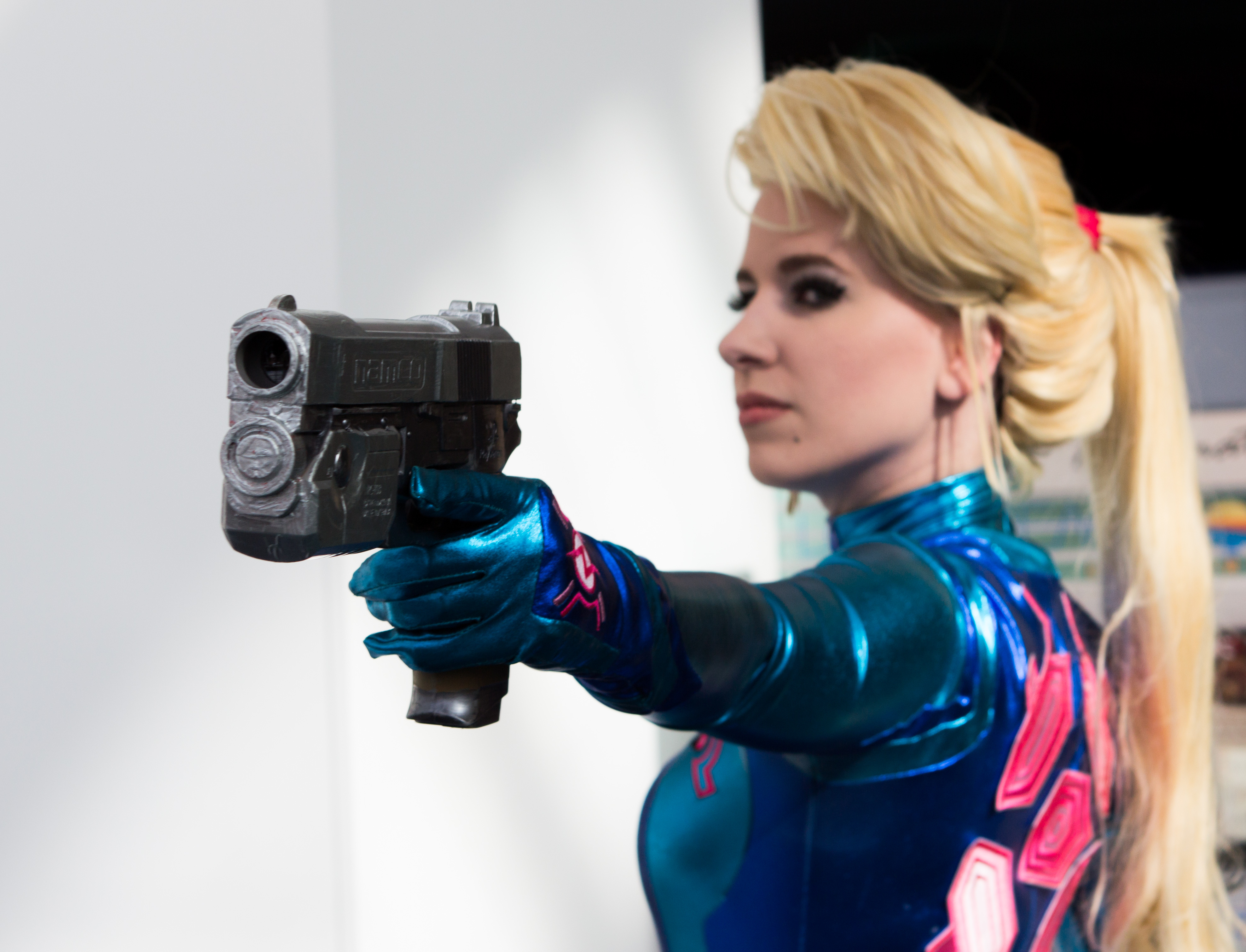
Jusqu'au développement d'Other M, Sakamoto ne se demande pas vraiment quelle est la personnalité de Samus Aran, notamment parce que les jeux de la série ont jusque-là tenté de la présenter comme un personnage mystérieux (cosplay de Samus).

Jusqu'au développement d'Other M, Sakamoto ne se demande pas vraiment quel genre de personne est Samus Aran, comment elle pense et quelle est sa personnalité, notamment parce que les jeux de la série ont jusque-là tenté de la présenter comme un personnage mystérieux. Sakamoto et Team Ninja insistent beaucoup sur l'histoire afin de la présenter sous les traits d'un personnage humain attirant, un aspect que Sakamoto qualifie d'important pour les futurs épisodes, les joueurs s'intéressant de plus en plus profondément au passé de Samus. Hayashi indique que l'un des objectifs de l'équipe est de permettre au joueur de se connecter avec le personnage de Samus, au fur et à mesure que l'histoire et l'action se développent. Selon Hayashi, le scénario d'Other M permet d'éclaircir certains points restés flous, comme l'histoire de l'officier Adam Malkovitch, auquel Samus Aran fait fréquemment référence durant Metroid: Fusion. Sakamoto estime que le jeu va mettre tout le monde au même niveau de compréhension de l'univers Metroid. Il estime que le jeu n'introduit pas seulement la série aux nouveaux joueurs, mais crée de nouveaux défis pour les fans. Le placement dans la chronologie de la série, entre Super Metroid et Metroid: Fusion, est choisi par Sakamoto car il juge ce moment tellement critique, que sans répondre à cette intrigue, il serait impossible de créer de nouveaux jeux dans la série. Pour lui, il serait impossible de produire des suites si les joueurs ont plusieurs idées de ce qu'est Samus, et Other M permet de pallier ce problème.

« Nous créons Metroid Tantei Club, »

— Yoshio Sakamoto
Sakamoto décrit la progression de l'histoire d'Other M comme équivalente à celle de Metroid: Fusion. Il indique que son expérience sur le jeu d'aventure Famicom Tantei Club, lui a été utile pour créer « un jeu d’action qui raconte une vraie histoire ». Ce jeu d'aventure textuelle sert d'inspiration pour créer une véritable enquête au cours de laquelle des éléments du puzzle sont progressivement révélés. Sakamoto dit parfois avec humour autour de lui : « Nous créons Metroid Tantei Club »,.
Au départ, Sakamoto a quelques idées vagues. Il définit les contours de l'histoire, et réfléchit à la manière de créer les cinématiques, ainsi que le genre de gameplay qu'il veut développer pour ce jeu. Sakamoto et l'équipe commencent donc par étoffer l'histoire, et décident de l'intégrer dans le gameplay grâce à des cinématiques sans transition entre le jeu et celles-ci.

### Cinématiques et narration
D-Rockets, un studio spécialisé dans l'animation pour les jeux vidéo et les publicités, est chargé de réaliser les cinématiques en jeu. Lorsque Sakamoto propose le projet, le réalisateur Ryuji Kitaura est un peu surpris par l'association Tecmo et Nintendo, qui ne se ressemblent pas vraiment. De plus, le studio a finalement assez peu travaillé sur des jeux vidéo jusque-là. La plupart des créations de D-Rockets ne sont que des animations de haute qualité, alors que Nintendo désire que les cinématiques soient de même qualité que les graphismes du jeu, dans le but de rendre celles-ci irréprochables. Avant la première rencontre, Kitaura prend entièrement connaissance du scénario et réalise dès ce moment-là toute une série de storyboards. Si Sakamoto n'est pas intéressé par le travail qu'il a déjà ébauché, Kitaura est prêt à quitter le projet sans même y avoir participé. Lors de la première entrevue, Sakamoto reste sans voix, subjugué par un travail qu'il qualifie d'« allant au-delà de ce qu'il a imaginé ».
Quand Sakamoto donne les instructions à Kitaura, ce dernier ressent la masse de travail comme « accablante ». Il juge au départ les éléments du scénario trop nombreux. La création de plus de 300 storyboards, soit près de 2 000 images, a pris six mois à dix équipes de développement,.
D-Rockets stoppe totalement le reste de son activité principale lorsqu'il se met à travailler sur Other M. D-Rockets et Team Ninja travaillent la plupart du temps séparément et ne collaborent réellement que pendant une année, pour s'assurer que l'action en jeu et les cinématiques aient strictement le même style visuel. Kitaura ne peut avancer seul, il doit attendre la progression du développement du jeu pour connaitre la fin de chaque phase d'action précédant les scènes, puisque la volonté de Sakomoto est de créer des phases de jeu et des cinématiques qui s'enchainent sans transition. Parfois, Sakamoto signale certains détails à modifier. Par exemple, Samus est trop brillante sur certains plans, le studio modifie les visuels en conséquence. Kitaura n'a de cesse de dire à son équipe : « Samus doit être la même dans les phases d'actions et dans les cinématiques ».

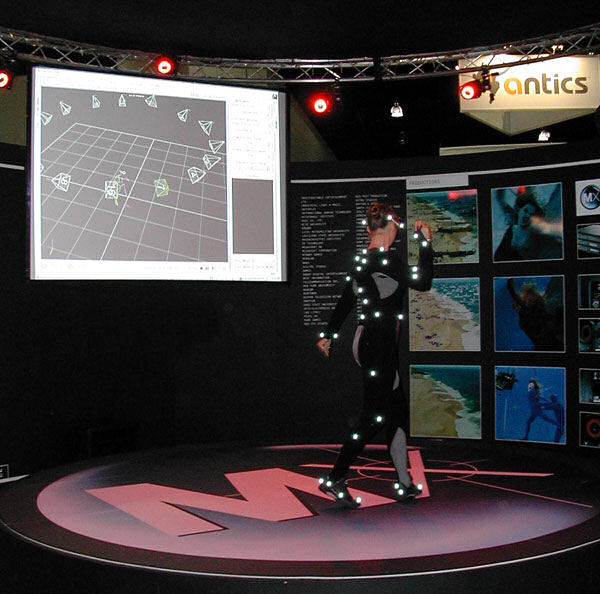
Afin d'obtenir un réalisme plus poussé, les scènes cinématiques sont tournées par un cadreur professionnel en captures de mouvement, à l'aide de 52 caméras fixes. Ces prises ont pour but de servir de modèle, avant de les recréer en graphismes d'ordinateur.

Selon Sakamoto et Hayashi, la narration est un aspect important, pour veiller à garder une bonne transition entre les scènes cinématiques et les phases d'action. Leur but est de ne pas couper le joueur de la scène, tout en le faisant rentrer dans le récit de l'histoire. L'équipe veut s'assurer que le joueur ne ressente pas de changement, ni le moindre effet de temps de chargement, ni l'affichage d'écran de transition. Elle est obligée de garder ces problématiques à l'esprit lorsqu'elle tourne les scènes réelles en capture de mouvement servant de modèle, qui seront par la suite transcrites en graphismes d'ordinateur,. Lorsque des scènes émouvantes sont tournées, Sakamoto est très ému, jusqu'aux larmes, et ne dit rien. Les cinématiques ont pour dessein de donner une profondeur émotionnelle à Samus. Afin d'obtenir un réalisme plus poussé, un cadreur professionnel réalise les captures de mouvement, à l'aide de 52 caméras fixes. L'intérêt est de profiter de son expertise du point de vue des angles et des mouvements de caméra, notamment pour les scènes de combats. Lors de ces prises, aucun décor n'est utilisé, mais des personnages en polystyrène sont parfois collés. Selon Sakamoto, certains angles de vue sont inspirés des œuvres cinématographiques de Dario Argento. Le visage de Samus est réalisé avec plus de détails, pour rendre les expressions et les gestes plus réalistes,. Sakamoto veut la présenter sous certains aspects, « intrigante, […] gentille et compatissante, voire même [sic] légèrement immature dans ses côtés passionnés et graves ». Mais Kitaura explique la complexité de transmettre ces émotions en image de synthèse. Il s'attache donc à ce que les développeurs étudient et retranscrivent les regards des acteurs correctement, en particulier les mouvements des yeux. L'équipe rajoute également davantage de tendons et se concentre sur la musculature du visage de Samus, plus qu'ils ne le font dans leur travail à l'accoutumée. Kitaura utilise le travail de chaque équipe pour mettre celles-ci en concurrence et obtenir toujours le meilleur rendu possible.
Kitaura et Sakamoto entrevoient, dans certains cinématiques, des ressemblances avec certains vieux films japonais mettant en scène le monstre appelée Gyaos, un Kaijū, notamment dans le film de 1967 intitulé Gamera contre Gyaos. Kitaura tente d'inclure plus de scènes alors que Samus n'a plus son armure, afin d'illustrer son côté humain, son côté faible, et ses expressions. Cependant, Sakamoto le convainc du contraire, en lui expliquant que le costume agit comme une armure face aux attaques des ennemis, mais aussi une barrière qui évite d'afficher ses émotions, et ne doit donc pas l'enlever trop facilement,. Sakamoto aurait voulu intégrer des enregistrements de la partie de chaque joueur pour les inclure durant certaines cinématiques, mais cela n'a pas été possible, d'autant plus que créer les vidéos a permis de suggérer des indices aux joueurs.
Pour Sakamoto, l'aspect narratif joue un rôle majeur même après le jeu. Le mode théâtre déblocable en fin de partie permet aux joueurs de saisir toutes les subtilités de l'histoire. Le nombre élevé de cinématiques en jeu oblige à commercialiser le jeu sur un disque optique double couche,.

### Conception et évolution du système de jeu
Hayashi estime que si le nouveau concept comporte de grosses séquences d'action à l'instar de Ninja Gaiden, des séquences basées sur l'exploration et la recherche, caractéristiques des jeux Metroid, sont bien présentes. Les jeux de la série comportent des cartes typiques avec des couloirs cachés. La version finale du gameplay correspond en tous points, selon ses déclarations, au projet qu'il a imaginé trois années auparavant. Hayashi décrit justement Metroid comme une opération consistant à « vérifier des cachettes suspectes et y trouver des objets ». Selon lui, la manière dont l'équipe a caché les éléments n'est pas injuste, puisque si le joueur « réfléchit un peu », il va les trouver. Pour lui, un joueur qui appréhende le jeu de façon classique peut trouver à peu près 30 % des secrets. L'absence d'items laissés par les ennemis après leur mort est discutée et décidée en accord entre Sakamoto et Team Ninja. Sakamoto est inquiet au début du projet, quant à la compréhension du concept par Team Ninja. Il se déclare par la suite impressionné par le résultat, « la barre ayant été placée très haut en matière de savoir-faire ».

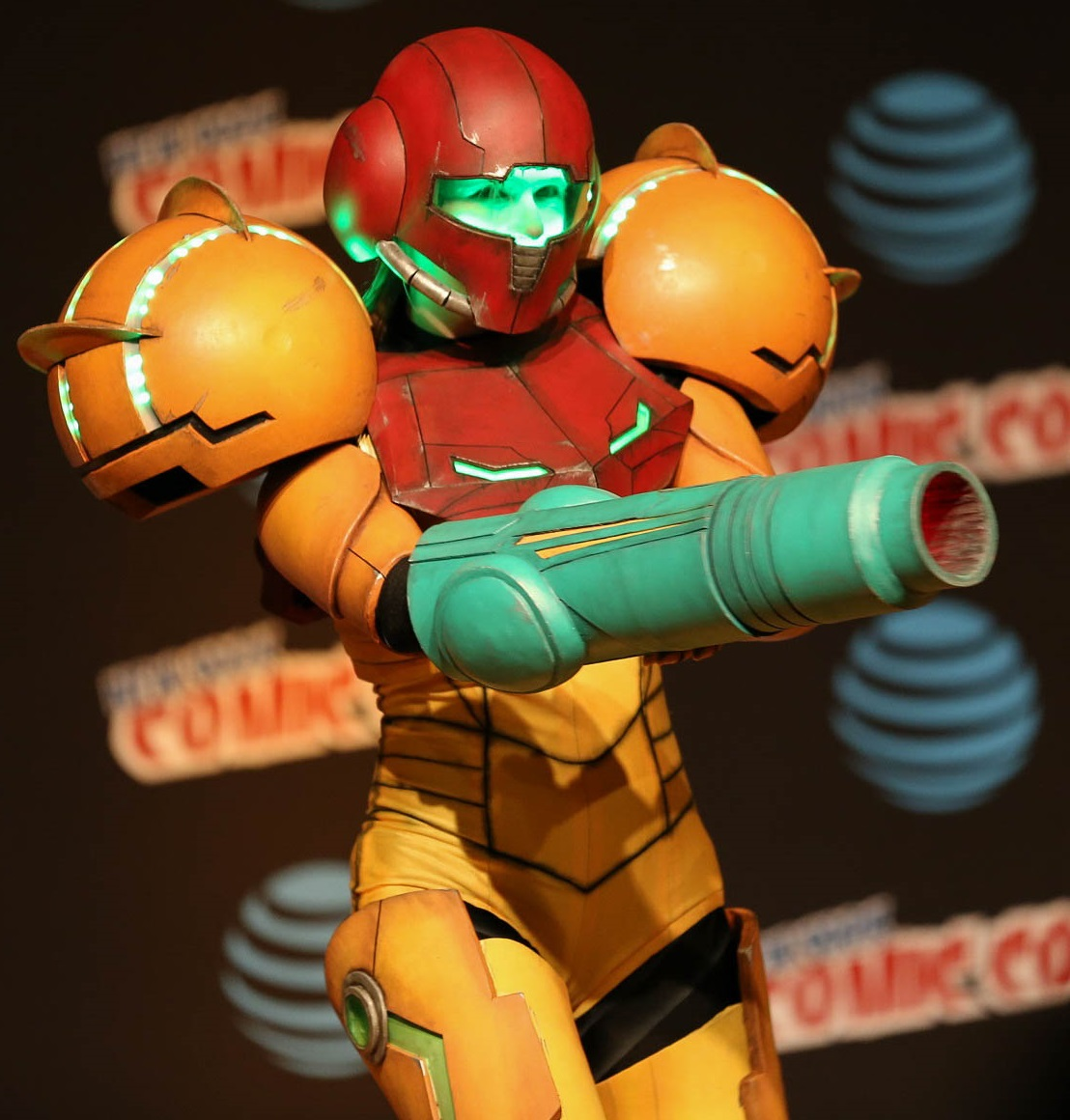
Samus Aran n'a été que très peu transposée en trois dimensions dans des jeux, Team Ninja a donc très peu d'exemples, comme de standards à suivre (cosplay de Samus Aran).

Lors d'une interview, Sakamoto déclare que le choix d'engager Team Ninja, qui crée des jeux avec des personnages très sexy, n'a pas pour but de transformer Samus Aran en icône sexuelle. Il tient à préciser qu'« il n'en était pas question ». Samus Aran a été très peu transposée en trois dimensions dans des jeux, donc Team Ninja n'a que très peu d'exemples, comme de standards à suivre. Hayashi relate que Nintendo a refusé une séquence dans laquelle Samus subit une explosion d'un ennemi, l'équipe a alors redescendu la puissante de l'attaque. Mais Hayashi signale que quand Samus a mis ses ennemis en mauvaise posture, Nintendo a tout accepté. L'équipe a donc travaillé par méthode essai-erreur afin de déterminer comment afficher ses différentes actions à l'écran. Sakamoto veille cependant à conserver certains marqueurs de la série, qui constituent son ambiance, notamment Ridley ou les métroïdes, tout en amenant des nouveautés. Si Samus rencontre des personnes sur cette station déserte et abandonnée, elle reste très solitaire intérieurement, selon l'appréciation de Sakamoto. Celui-ci estime donc que l'ambiance de solitude est toujours bien présente,. En mars 2010, avant la sortie du jeu, il dévoile avoir été très influencé dans ses créations, notamment pour la série Metroid, par Dario Argento et ses films, en particulier Suspiria et Les Frissons de l'angoisse.
Le combat à différentes distances est une résultante de l'implication de Team Ninja, habitué dans les jeux que le studio développe habituellement à utiliser ce mécanisme de gameplay. Par exemple, dans Dead or Alive, le combat se déroule à longueur de bras et dans Ninja Gaiden à longueur d'épée. Les précédents jeux Metroid éloignaient toujours les confrontations à longueur de rayon. L'équipe s'assure donc que Samus puisse intégrer tous ces modes de combat, pour lui permettre de combattre à différentes distances. Là aussi, l'équipe avance à tâtons afin de trouver le bon équilibre entre combat traditionnel et intégration de nouveaux mouvements. L'équipe tente finalement d'apporter plus de variations dans la manière de venir à bout des ennemis.
Hayashi indique que l'équipe s'est appuyée sur Super Metroid ainsi que sur Metroid: Fusion tout au long du processus de création. Team Ninja a essayé d'inclure le maximum de créatures issues des précédents épisodes. L'équipe a pu influencer le jeu de son expérience et a par exemple apporté certains éléments comme l'usage de la croix directionnelle dans les environnements en trois dimensions, les techniques spéciales appelées coup de grâce et attaque rodéo. Puisque la télécommande Wii peut agir en tant que pointeur, l'équipe Project M décide de s'en servir pour permettre l'exploration et la découverte d'objets. La collaboration avec Team Ninja permet de créer beaucoup de choses et de les ajouter au jeu. Chaque développeur peut rajouter ce qu'il veut. En plus de toutes les cinématiques, le problème du stockage, même sur un disque optique Wii double couche de 8 Go, se pose. Sakamoto a donc par exemple parfois été obligé de retirer quelques secondes de cinématiques çà et là pour tout faire rentrer sur le même disque.

### Collaboration au sein deProject M
Malgré les apparences, Team Ninja se rend compte que ses valeurs comme ses méthodes de travail s'approchent de celles de Nintendo,. Team Ninja précise qu'elle n'a pas l'habitude de réaliser de cahier des charges en début de processus de création d'un jeu, et c'est ainsi que le studio a procédé pour Other M. Par exemple, l'équipe a d'abord essayé de faire courir le personnage avant de savoir comment lui faire faire tout autre mouvement. Tout au long du développement, elle fait en sorte que l'aspect et les mouvements de Samus correspondent bien au personnage et qu'il conserve son élégance. De son côté, Kitaura et D-Rockets indiquent qu'ils n'étaient jamais allés aussi loin dans les détails que dans Other M. Parfois, Hayashi et son équipe sont obligés de rectifier le jeu, à d'autres moments c'est Kitaura qui est obligé de modifier ou couper une partie des cinématiques pour que les deux éléments coïncident parfaitement. Sakamoto précise qu'il a personnellement eu beaucoup plus de travail sur les cinématiques que sur le reste du jeu. Dès 2008, Project M commence à marier les cinématiques et les phases d'action. Selon Sakamoto, le rôle de Kitaura à la réalisation globale du jeu et à celle des cinématiques « a vraiment contribué à ce que celles-ci et l’action s’emboîtent parfaitement ». Takayasu Morisawa, qui a travaillé sur Fusion et sur Zero Mission, est chargé de la conception des visuels et de la communication avec Team Ninja. Au départ, il transcrit les idées de Sakamoto en images. L'équipe réalise régulièrement de nombreuses réunions, qui peuvent durer de 8 à 10 heures. Lors des deux dernières années, plus de 10 000 messages électroniques sont échangés entre les deux entreprises.

« Contrairement à tout ce qui a été fait chez Nintendo auparavant, c'est plus qu'un simple effort de collaboration. C'est un groupe qui travaille vers un objectif commun. »

— Yoshio Sakamoto
Selon Sakamoto, les trois personnalités du trio « Sakamoto-Hayashi-Kitaura » et leurs caractéristiques se sont très bien complétées, alors que les trois hommes n'étaient pas seuls à développer le jeu. Satoru Iwata, alors président de Nintendo, qualifie l'addition de ces trois personnes de « trio magnifique ». Project M précise qu'il y a pu avoir quelques petits détails discordants, mais que tous ont œuvré vers le même objectif. Sakamoto déclare au sujet de la collaboration avec Team Ninja que « contrairement à tout ce qui a été fait chez Nintendo auparavant, c'est plus qu'un simple effort de collaboration. C'est un groupe qui travaille vers un objectif commun ». Team Ninja précise que certaines périodes ont parfois été difficiles. C'est aussi une première pour Team Ninja qui jusque-là (2007) avait toujours développé des jeux en interne chez Tecmo. Si ce concept est établi avant même le début du processus, le studio a tout de même influencé le résultat final, notamment Hayashi. Ce dernier qualifie ce travail sur le jeu de « grand honneur », dans la mesure où c'est un grand fan de la série. L'équipe Team Ninja considère aussi ce projet comme un défi, ayant peu d'expérience dans le développement de jeu d'action (dans la veine de Metroid). À la fin du projet, Sakamoto, comme une partie des développeurs, déclare n'avoir pas rencontré de réelles complications ou problèmes et ne finalement rien regretter de ce qui a pu être fait.

## Audio

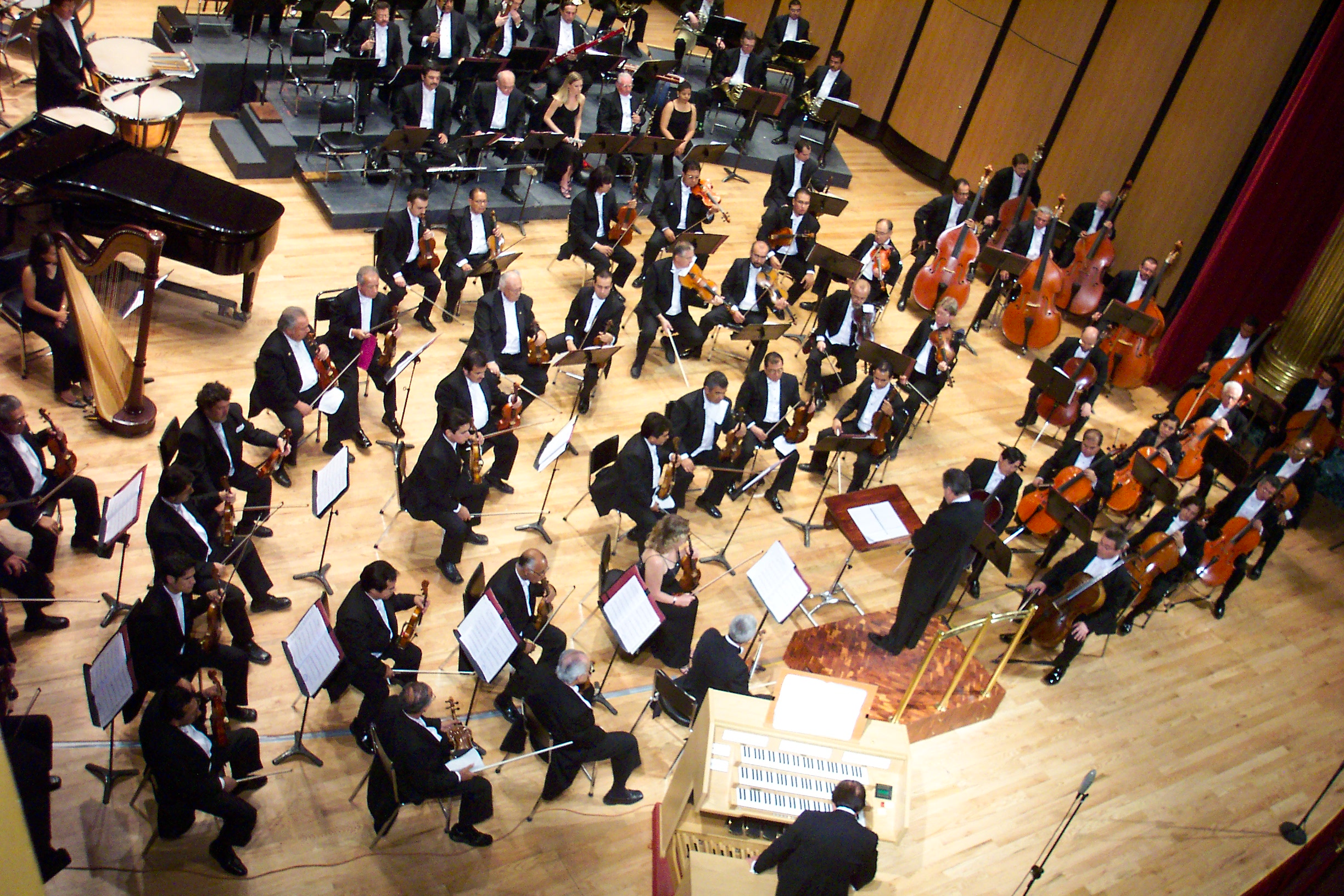
Certaines parties de la bande-son sont interprétées par les orchestres Arigat-Orchestra de Tokyo et l'Asian Philharmonic Orchestra de Pékin (orchestre philharmonique de Jalisco).

La musique de Metroid: Other M est composée par Kuniaki Haishima, qui a notamment travaillé précédemment sur des animes et des films. Kenji Yamamoto, qui a réalisé les parties sonores de plusieurs des autres volets de la série, est occupé sur d'autres projets, notamment Donkey Kong Country Returns. Haishima est choisi car l'équipe estime qu'il peut raconter l'histoire avec des mélodies et l'aider énormément à présenter les sentiments et les émotions de Samus. Haishima doit par exemple transmettre par la musique toutes les émotions qui ne peuvent l'être par le biais des cinématiques. Sakamoto discute beaucoup avec lui au sujet de la création des moments dramatiques.
Certaines parties de la bande-son sont interprétées par les orchestres Arigat-Orchestra de Tokyo et l'Asian Philharmonic Orchestra de Pékin. De plus, à la demande de Sakamoto, un membre de Team Ninja compose un morceau de musique au piano.
L'équipe a dû choisir la bonne voix pour Samus, parmi de nombreuses comédiennes de doublage. C'est Jessica Martin qui double la voix de Samus en anglais. Elle a dévoilé que les sessions d'enregistrements se sont étalées sur plus d'une année. Elle précise qu'elle a parfois travaillé sur des storyboards et des scènes cinématiques non finalisés. La voix d'Adam Malkovich est doublée par Dave Elvin et celle d'Anthony Higgs par Mike Gillicuty. En japonais, Ai Kobayashi, Rikiya Koyama, Kemji Nomura et Shizuka Itō doublent respectivement Samus, Adam, et MB. Les voix off en anglais et en japonais sont respectivement réalisées par les entreprises Bad Animals à Seattle (États-Unis) et Onkio Haus à Ginza (Japon).

## Commercialisation

### Exploitation

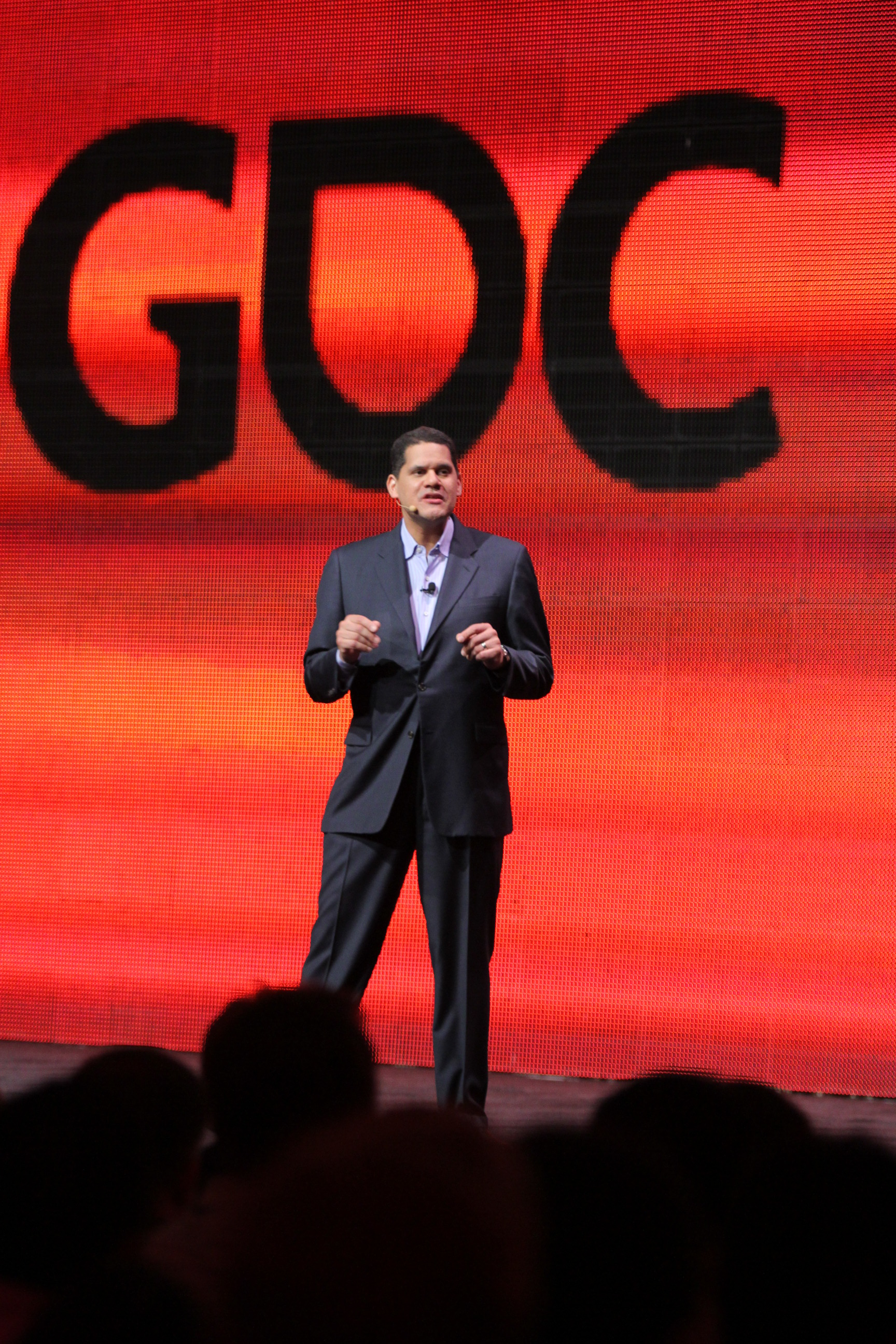
Le jeu est annoncé pour la première fois par le CEO de Nintendo of America, Reggie Fils-Aimé (image : GDC 2011).

Le jeu est annoncé pour la première fois par le CEO de Nintendo of America, Reggie Fils-Aimé, et une bande-annonce est diffusée pendant l’Electronic Entertainment Expo 2009. Les observateurs sont somme toute sceptiques quant à l'arrêt de la collaboration avec Retro Studios et expriment leurs craintes pour la suite de la série. Lors de l'E3 2010, une démo jouable est dévoilée, et GameTrailers le désigne meilleur jeu de Wii et meilleur jeu d'action-aventure du salon. Il est également nommé dans la catégorie meilleur jeu du salon. Des avant-premières d'Other M sont également présentées lors de la Game Developers Conference et du Nintendo Media Summit de 2010.
La sortie initiale de Metroid: Other M est prévue le 27 juin 2010, mais la commercialisation est reportée de deux mois, en raison de la haute qualité du travail nécessaire sur le jeu ayant obligé les développeurs à dépasser les délais,,. Les trois derniers mois de développement s'accompagnent en effet d'une masse de travail très importante. Le jeu sort ainsi le 31 août 2010 en Amérique du Nord. Au Japon, il sort le 2 septembre 2010 sous le titre メトロイド アザーエム (Metoroido Azā Emu). En Europe, le jeu est publié le 3 septembre 2010 où la sortie est précédée d'une grande campagne de bandes-annonces au cinéma et de publicités en ligne sur le Web et à la télévision. Nintendo appuie donc la sortie du jeu, quasiment simultanée à travers la planète. Il est d'ailleurs le jeu de la série le plus couvert par la presse spécialisée jusque-là. Un folio de 16 illustrations est offert aux acheteurs ayant précommandé le jeu via GameStop,.
Metroid: Other M est réédité sur Wii U via le Nintendo eShop le 17 mars 2016 au Japon, le 31 mars 2016 en Europe et le 8 décembre 2016 en Amérique du Nord.

### Problèmes techniques
Après la publication de Metroid: Other M, un bug est signalé, au niveau de la porte du secteur 3, qui est définitivement verrouillée, empêchant les joueurs de continuer,,. Nintendo confirme qu'un bug est déclenché lorsque le joueur revient en arrière dans la pièce dans laquelle il a précédemment obtenu le rayon de glace. Pour pallier ce problème technique, l'entreprise nippone a mis en place un programme permettant aux joueurs affectés par le bug d'envoyer une carte SD ou leur console Wii avec leurs fichiers de sauvegarde pour être réparés. Nintendo communique également plusieurs solutions pour éviter le déclenchement de ce bug,,.
Dans la mesure où Other M utilise un disque double couche, Nintendo a admis que certaines Wii puissent connaitre des difficultés à lire les données sur un support de grande capacité, à cause d'une lentille laser contaminée.

## Accueil

### Critiques générales
Jeuxvideo.com relate que rarement un jeu a été aussi attendu au tournant que Metroid: Other M,. Les fans de la première heure sont souvent divisés, entre ceux qui ne jurent que par le gameplay classique de la série en deux dimensions et ceux qui adorent la série Metroid Prime,,,,,,. Les observateurs sont d'autant plus intrigués par le choix de Nintendo d'enrôler Team Ninja pour développer le jeu, un studio plutôt spécialisé dans les jeux d'action-combat tels que Ninja Gaiden et Dead or Alive, alors que la série est unanimement reconnue pour son aspect exploration, qui a même engendré le genre Metroidvania,,,.
Cependant, lors de sa sortie, le jeu est globalement bien reçu par la presse spécialisée, notamment grâce à son gameplay, ses graphismes et l'atmosphère globale du jeu. Quelques critiques sont toutefois unanimement relevées, notamment concernant la qualité des visuels, l'histoire et la façon dont le personnage de Samus est traité, considéré comme une déviation négative par rapport à ce qui a été fait jusque-là dans la série. Le jeu totalise une moyenne de notes en août 2018 sur Metacritic de 79 % sur la base de 71 critiques et de 79,11 % sur GameRankings sur la base de 51 critiques,.
Selon GameSpot, Metroid: Other M est un « très gros écart par rapport aux précédents jeux de la série, avec des combats fantastiques et des boss passionnants, qui en font une excellente entrée dans la série ». Pour Jeuxvideo.com, le jeu « ose la différence, en prenant des risques certes, mais avec des atouts diablement accrocheurs ». Jeuxvideo.fr le considère « incontestablement […] comme une franche réussite, […] mais pas exempt de reproches ». Jeuxvideo.com le qualifie de « parfait compromis qui réussit dans tous les domaines ». Selon IGN, le jeu est « un grand pas en avant pour Nintendo, une société qui a toujours été réticente à mettre l'histoire en avant par rapport au gameplay […], c'est une excellente première étape ». Gamekult décèle un très bon jeu, malgré quelques défauts de réalisation. GameSpy le qualifie de « somme de parties imparfaites et d'idées compromises », et malgré tous les défauts qui peuvent lui être reprochés, le site apprécie tout de même l'expérience de jeu. Pour Game Informer, c'est « le jeu le plus décevant de la part de Nintendo depuis un certain temps [en 2010] et une imperfection qui ne devrait pas être oubliée sur une franchise par ailleurs superbe ». GameZone confirme les déclarations de Sakamoto, indiquant que le jeu est « la synthèse de tout ce qu'il apprit » en matière de game design.

### Critiques dugameplay
Le gameplay est tantôt acclamé, tantôt décrié, tant pour les apports et nouveautés amenés au concept qu'à l'inverse, à cause de la compromission du concept initial par ses évolutions, dont découle une importante linéarité du jeu. IGN qualifie le gameplay d'« évolution vraiment impressionnante du concept old-school de Metroid ». GameTrailers le décrit comme « un bon compromis pour satisfaire les fans et ouvrir la série à un public plus large ». Jeuxvideo.fr note le parti pris privilégiant l'action et remarque la présence de beaucoup plus de monstres qu'à l'accoutumée. IGN considère que l'acquisition de compétences et d'items est devenue trop occasionnelle. GamePro estime que la restriction sur les équipements et la manière de les obtenir est une déviation négative par rapport aux habitudes de la série. Gamekult estime que si les allers-retours typiques du concept sont moins présents, les secrets, les items et les passages sont souvent « vicieusement » cachés, « une difficulté à l'ancienne qui n'est toutefois pas si désagréable avec le recul ». La plupart des critiques, comme GamesRadar+ ou Jeuxvideo.com, jugent le gameplay trop linéaire, même jusqu'à la fin du jeu pour ce dernier,. Pour le site, cet aspect s'explique par la scénarisation importante obligeant à emprunter quasiment un seul chemin. IGN repère une caméra qui crée parfois des problèmes de visibilité quand elle est fixe.
Même si le ciblage automatique et les nouvelles techniques de combat altèrent le concept de jeu original, ces éléments sont globalement appréciés. De son côté, le magazine japonais Famitsu fait l'éloge du jeu, notamment pour l'esquive instinctive et le changement de perspective. Jeuxvideo.fr juge le système d'esquives « terriblement efficace et d'une tolérance assez étonnante ».
Ce changement de vue obtient quelques critiques peu anodines. GameSpy y voit « un étrange handicap forcé ». Game Informer exprime sa déception de ne pouvoir bouger dans la vue à la première personne. Official Nintendo Magazine considère la chasse au moindre détail dans cette vue comme les « seuls moments vraiment horribles » du jeu. JeuxVideoPC.com remarque que le changement de vue s'opère parfois mal, alors que les mouvements de la télécommande Wii ne sont pas bien repérés. Pour Gamekult, la recherche du pointeur en vue à la première personne lors des changements de perspective peut prendre un peu de temps, que ne laissent pas certains ennemis, et il peut en résulter une certaine frustration.
GameSpot qualifie le système de contrôles et le système de combat d'« uniques et réactifs », et juge la recherche de secrets « très enrichissante ». Beaucoup de problèmes dans le gameplay auraient pu être résolus avec l'inclusion du contrôleur Nunchuck, de l'avis d'IGN.

### Critiques de la scénarisation et des cinématiques
Cet aspect du jeu reçoit un accueil très mitigé, fort de nombreuses critiques tous azimuts sur le script, les dialogues et les cinématiques, notamment au sujet de leur longueur.
La scénarisation est régulièrement comparée à celle de Metroid: Fusion. Selon IGN, le jeu est doté d'« une narration à la japonaise, lourde et axée sur la symbolique, qui […] frise [parfois] l'absurde ». Jeuxvideo.fr qualifie le scénario d'« un peu tiré par les cheveux » et « à dormir debout ». Eurogamer affuble le scénario du cinglant qualificatif de « futur candidat au titre de soap opera le plus stupide ». Jeuxvideo.com s'étonne de voir Samus s'exprimer alors qu'elle est habituellement muette, au même titre que Mario ou Link (mis à part quelques cris). Le site estime que le scénario n'évite pas les clichés des films de science-fiction des années 1980, un aspect qui s'estompe à partir de la moitié du jeu et donne globalement naissance à une véritable intrigue. GamePro relève un aspect paradoxal et néfaste de la scénarisation à outrance du personnage, qui permet d'en apprendre un peu plus sur le contexte de celui-ci, mais qui « l'éloigne de la réalité de son passé » (l'acquisition progressive de son équipement et la recherche). IGN ne semble pas impressionné par le scénario, mais apprécie découvrir les émotions de Samus et se sentir partie prenante de sa vie.

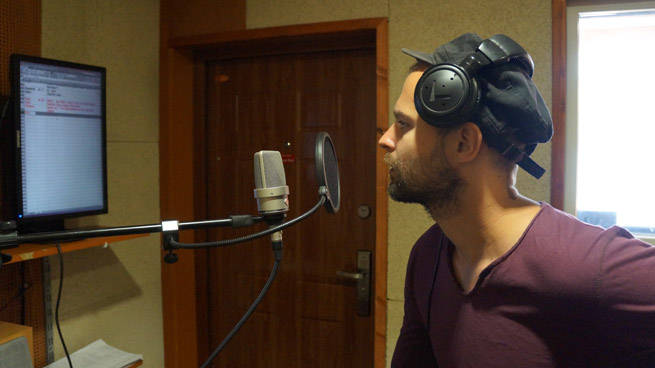
Les doublages reçoivent un accueil mitigé (un comédien réalisant un doublage).

Pour Gameblog, la direction d'acteur, le doublage, comme les visuels du groupe de militaires, sont caricaturaux et « flirtent gentiment avec la série B », qualificatif qu'emploie également Jeuxvideo.com au sujet du scénario, mais également Edge. Ce dernier voit l'inclusion de voix pour les personnages comme « une grosse avancée […] pour un jeu Nintendo ». C'est un sentiment que partage le site IGN, qui estime que cela permet une meilleure connexion avec le personnage de Samus et considère que les textes sont joués à un niveau professionnel.
GameSpot déplore des cinématiques qui ne peuvent être évitées, et « la surabondance de l'histoire dans le jeu, […] une déviation négative de la tradition Metroid ». Game Informer constate que les cinématiques durent « souvent jusqu'à 15 minutes, épuisant les joueurs avec la répétition de points d'intrigue évidents, et [avec des] dialogues surchargés aussi matures et intéressants qu'un journal d'adolescent ». Gamekult considère les doublages « tout juste moyens ». Edge juge la qualité des cinématiques très variables. Jeuxvideo.fr estime que ces « séquences [cinématiques] se révèlent affreusement pénibles » et trop « bavardes ». Pour le site, celles-ci nuisent au pouvoir d'immersion du concept basé sur l'isolement du personnage. De son côté, GameZone pense que, dès la première scène cinématique, le joueur se rend compte « immédiatement que ce jeu est une expérience hautement cinématographique ».

### Critiques des visuels

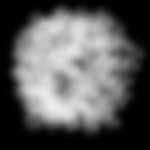
Les textures sont très largement critiquées, donnant un rendu flou (texture d'une particule de fumée).

Game Revolution juge les graphismes d'Other M bien conçus, notamment les modèles et la conception des ennemis. IGN rappelle que « Team Ninja est connu pour ses prouesses graphiques, et le studio continue à montrer son savoir-faire en matière de conception visuelle ». Le média s'émerveille devant certains designs de créatures et effets des décors, ainsi que de l'animation des personnages. Pour sa part, Jeuxvideo.com considère les graphismes comme les meilleurs sur Wii, autant en jeu qu'au niveau des cinématiques. Selon IGN, même si les visuels n'atteignent pas le niveau de ceux de Metroid Prime, ils restent parmi les meilleurs sur la plate-forme. Game Informer partage aussi cet avis et remarque des « environnements intéressants et des créatures équilibrées », malgré des « modalisations et des animations grossières ».
GameSpot note que la vision artistique des développeurs est parfois mise à mal par des textures dont la résolution basse donne un rendu flou. C'est un aspect relevé par plusieurs autres médias. Selon Jeuxvideo.fr, les scènes cinématiques souffrent de textures de mauvaise qualité, plaçant les graphismes bien en deçà de ceux de la série Prime. Cette faiblesse passe cependant selon le site au second plan durant l'action, grâce à une bonne fluidité et des « effets visuels explosifs ». Gamekult qualifie les techniques spéciales de « finishing moves du plus bel effet ». Le site veut pourtant imaginer que si les visuels sont bien moins beaux que ceux de Prime, avec « des textures floues et un aliasing qui pique les yeux les trois quarts du temps », c'est un choix des développeurs pour favoriser la fluidité. Gameblog qualifie les monstres de visuellement « kitschs » et « moches », mais estime que cela correspond au style établi depuis longtemps par la série.

### Critiques de la partie sonore
La presse spécialisée s'accorde à dire que la musique respecte l'ambiance de la série,,. Si la bande-son n'est pas la meilleure de l'année, elle reste efficace selon GameZone. Le site qualifie les musiques de « faibles et simples, mais [créant] une ambiance qui ne fait que renforcer ce sentiment d’isolement ». IGN juge les musiques adaptées à l'action durant le jeu. Gamekult les qualifie de discrètes, mais convenant à l'atmosphère. Le site remarque, à l'instar de GameSpot, que quelques sons emblématiques de la série sont absents,. Jeuxvideo.com note avec intérêt que très peu de thèmes en sont également repris, laissant place à un bruitage plus présent.

### Ventes
Metroid: Other M est le troisième jeu vidéo le mieux vendu au Japon pendant sa première semaine de commercialisation en septembre 2010, avec 45 398 copies ayant trouvées preneurs. La semaine suivante, 11 239 unités sont écoulées. En Amérique du Nord, il se hisse à la 9e place des ventes en septembre 2010 avec 173 000 exemplaires vendus. Au Royaume-Uni, le jeu ne réussit pas à rentrer dans le top 10 des meilleures ventes et se classe 12e dans sa première semaine d'exploitation. En novembre 2010, Other M s'est vendu à près de 500 000 exemplaires en Amérique du Nord.
Reggie Fils-Aimé, CEO de Nintendo of America, prévoit au départ des ventes mondiales comprises entre 1,5 et 2 millions d’unités. Au total, le jeu ne s'écoule qu'à près de 1,3 million d'exemplaires à travers la planète. Les chiffres sont nettement en deçà des attentes de Nintendo, qui espérait écouler au moins un million d'exemplaires seulement en Amérique du Nord. Dans une interview accordée au site Kotaku, Fils-Aimé s'explique mal cette performance mitigée, car selon lui, Other M est un jeu de qualité et une promotion adaptée a été menée. Le site explique lui que les changements apportés au personnage de Samus, qui ne sont pas du goût de tous les joueurs, en sont peut-être la cause, alors que Fils-Aimé doute de cette hypothèse, sans pour autant la réfuter. Yosuke Hayashi reconnait l'accueil mitigé des fans de la première heure, mais pondère sa vision avec tous les nouveaux joueurs qui ont découvert la série avec Other M et qui ont apprécié les changements.

## Postérité

### Distinctions
Metroid: Other M reçoit quelques prix et distinctions de la part de la presse spécialisée, mais les récompenses sont mitigées. IGN le classe avant sa sortie dans sa liste des 25 jeux les plus attendus en 2010. Par la suite, le site le classe parmi ses meilleurs jeux du mois en août 2010, et lui décerne le prix du jeu à « l'atmosphère la plus cool ». Wired le classe au 12e rang de sa liste des vingt meilleurs jeux de l'année 2010. GamesRadar+ le désigne « métamorphose » de l'année 2010.

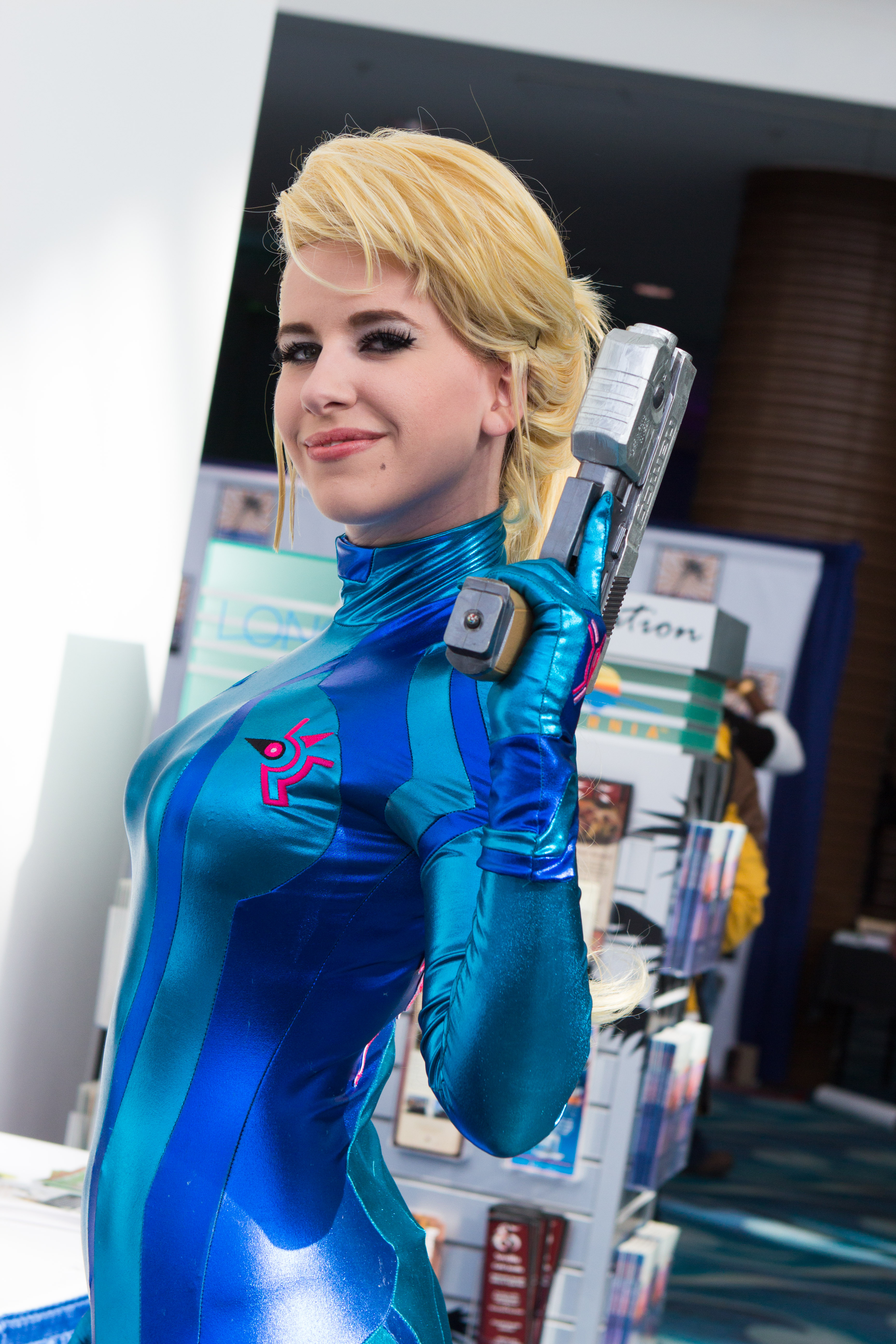
Le traitement réservé au personnage de Samus Aran dans Other M, ainsi que le jeu, reçoivent de nombreuses critiques, aussi bien de la part des fans que de la presse spécialisée, dans les divers tests à la sortie du jeu, mais aussi en leur décernant par la suite des titres peu élogieux (cosplay de Samus).

Toutefois, Entertainment Weekly le place au 2e rang de sa liste des pires jeux de 2010. GamesRadar+ le place au premier rang de son top 7 des histoires de personnages les plus anecdotiques. Game Informer classe Samus Aran en tête de sa liste des 10 plus grands dorks (« personne idiote, socialement inepte, ou décalée » en anglais) de 2010. Le magazine désigne aussi le jeu comme la 3e plus grande déception de 2010 dans son top 10.

### Série
En septembre 2010, Sakamoto dévoile ne pas être opposé à une nouvelle collaboration avec Team Ninja sur un jeu Metroid, sans avoir de réel projet tangible sur lequel travailler. Il précise également qu'il ne sait pas à ce moment-là si les nouveautés et changements seront réutilisés dans d'autres jeux Metroid, et précise que l'accueil du jeu auprès des joueurs décidera de ses choix. De son côté, Team Ninja indique également son intérêt à retravailler sur la franchise. Par la suite, l'équipe collabore à nouveau avec Nintendo sur le titre Hyrule Warriors sorti en 2014 sur Wii U.
Deux remakes des deux premiers jeux, Metroid: Zero Mission et Metroid: Samus Returns, sont respectivement publiés sur Game Boy Advance à partir de février 2004, et sur Nintendo 3DS le 15 septembre 2017,,. En 2016, un spin-off de Metroid Prime intitulé Metroid Prime: Federation Force est publié sur Nintendo 3DS,.
Un nouveau jeu dans la série principale, intitulé Metroid Dread, sort le 8 octobre 2021 sur Nintendo Switch. Ce dernier prend place après les événements de Metroid: Fusion.

### Adaptations
Depuis sa sortie, certains éléments de Metroid: Other M sont apparus dans d'autres jeux. La centrale géothermique présente dans le jeu figure en tant que stage jouable dans Dead or Alive: Dimensions, un jeu de combat développé pour Nintendo 3DS par Team Ninja en 2011. Celui-ci intègre le personnage de Ridley en tant que menace, et Samus apparait seulement sous la forme de boule morphing en tant que personnage assistant,. La Pyrosphère apparaît également en tant que stage jouable dans Super Smash Bros. for Nintendo 3DS / for Wii U.
En 2011, Archie Comics demande à l'artiste Steven Butler de réaliser plusieurs dessins de Samus et de l'univers de Metroid, dans le but de publier une série. Cependant, celle-ci ne voit jamais le jour.
En 2012, une figurine de Samus Aran en combinaison Zero est commercialisée par Max Factory. En 2013, une nouvelle figurine de Samus équipée de son armure est également commercialisée,,.

### Ressources primaires
1. 1 2 3 4 5  Nintendo, Team Ninja, D-Rockets. Metroid: Other M (Wii). Nintendo. 2010.
2. 1 2  (en) Nintendo, « Metroid: Other M – Locked Door in Sector 3 », sur Nintendo.com, 2010.
3. ↑  (en) Nintendo, « Metroid: Other M Game-Specific Troubleshooting », sur Nintendo.com, 2010.

### Interviews
1. 1 2 3 4 5 6 7 8 9 10 11 12 13  « Iwata demande: Metroid Other M - 4. Un « trio magnifique » », sur Nintendo.com, 25 août 2010.
2. 1 2  (en) Mike Snider, « Q&A: 'Metroid: Other M' director Yoshio Sakamoto », sur USA Today, 2 septembre 2010.
3. 1 2 3 4 5 6 7 8 9 10  (en) Jeremy Parish, « Inside Samus's Ninja Training: A Metroid: Other M Interview », sur 1UP.com, 4 juin 2009.
4. 1 2 3 4 5 6 7 8  (en) Chris Kohler, « Q&A: Yoshio Sakamoto, Yousuke Hayashi on Metroid: Other M », sur Wired, 16 juin 2009.
5. 1 2 3 4 5 6 7 8 9 10 11 12 13 14 15 16 17  « Iwata demande: Metroid Other M - 1. « Un jeu NES alliant les dernières technologies » », sur Nintendo.com, 25 août 2010.
6. 1 2 3 4 5 6 7 8 9 10  (en) Jeremy Parish, « Metroid Other M Interview (Wii): Nintendo and Team Ninja share details on Samus's next adventure », sur 1UP.com, 3 juin 2009.
7. 1 2 3 4 5 6 7 8 9 10  (en) Christopher Grant, « Interview: Metroid: Other M producer Yoshio Sakamoto », sur Engadget, 12 mars 2010.
8. ↑  Trunks, « ITW Yoshio Sakamoto (Nintendo) », sur Gamekult, 5 juin 2009.
9. 1 2 3 4 5 6 7 8 9 10  (en) Yoshio Sakamoto, Yosuke Hayashi et Ryuji Kitaura, « Minna no Nintendo Channel: The Challenge of Project M: Metroid: Other M (traduction : Nintendo of Europe) » [vidéo], sur Nintendo World Report, 7 juillet 2010.
10. 1 2 3 4 5 6 7  « Iwata demande: Metroid Other M - 2. Une seule télécommande Wii », sur Nintendo.com, 25 août 2010.
11. 1 2 3 4 5 6 7 8  (en) Tom Pakinkis, « Interview: Nintendo - Metroid: Other M », sur Computer and Video Games, 6 septembre 2010.
12. 1 2  (en) « Nintendo designer Yoshio Sakamoto on Metroid: Other M », sur The Globe and Mail, 22 septembre 2010.
13. ↑  (es) « Yoshio Sakamoto, pasado, presente y futuro de Metroid - Entrevistas Nintendo 3DS », sur Revogamers, 5 septembre 2010.
14. 1 2  (en) « Metroid: Other M - Yoshio Sakamoto Interview » [vidéo], sur GameSpot, 20 septembre 2010.
15. 1 2 3 4 5 6 7 8 9 10 11 12 13  « Iwata demande: Metroid Other M - 3. Les émotions de Samus », sur Nintendo.com, 25 août 2010.
16. 1 2  (en) Chris Kohler, « Q&A: Metroid Creator's Early 8-Bit Days at Nintendo », sur Wired, 7 avril 2010.
17. 1 2 3 4  « Iwata demande: Metroid Other M - 1. Réaliser un jeu avec Nintendo », sur Nintendo.com, 25 août 2010.
18. ↑  Rédaction, « Entretien avec Yoshio Sakamoto (Metroid: Other M) », sur Jeuxvideo.com, 3 août 2010.
19. ↑  (en) Christian Donlan, « Reinventing Metroid », sur Eurogamer, 23 juin 2010.
20. 1 2  (en) Infinity's End, « The MDb Interviews Yosuke Hayashi », sur Metroid Database, 12 juin 2011.
21. 1 2 3  « Iwata demande: Metroid Other M - 4. Déconcerté par les transitions », sur Nintendo.com, 25 août 2010.
22. 1 2  « Iwata demande: Metroid Other M - 3. Plus de 10 000 e-mails échangés », sur Nintendo.com, 25 août 2010.
23. ↑  « Iwata demande: Metroid Other M - 2. Le plus gros projet de production », sur Nintendo.com, 25 août 2010.
24. ↑  (es + en) TV efe, « Yoshio Sakamoto speaks about 'Metroid: Other M' video game » [vidéo], sur TV efe, 6 septembre 2010.
25. ↑  Darren Kerwin, « Interview: Nate Bihldorff », sur Shinesparkers, 23 février 2011.
26. ↑  (en) Tyler Winegarner, « Interview: Reggie Fils-Aime », sur GameSpot, 10 juin 2009.
27. ↑  (en) Elias Thomspon, « Yosuke Hayashi Interview - Metroid: Other M [MHQ Exclusive] », sur Metroid HeadQuarters, 26 juin 2011.

### Ressources bibliographiques
1. 1 2 3 4 5 6 7 8  Christophe Mallet  2016, Metroid Tantei Club, p. 264-265.
2. ↑  Christophe Mallet  2016, La Naissance du Project M, p. 262-263.
3. ↑  Christophe Mallet  2016, Not Quite My Tempo, p. 271-272.
4. 1 2  Christophe Mallet  2016, Sexy mais pas trop, p. 276-277.
5. ↑  Christophe Mallet  2016, … Tue la confiance, p. 278-279.

### Ressources secondaires
1. 1 2 3 4  (en) « Metroid Other M Tech info », sur GameSpot.
2. 1 2 3 4 5 6 7 8 9 10 11 12 13  (en) Phil Kollar, « Metroid Review: Nintendo’s Team Ninja Team-Up Robs Metroid Of Its Atmosphere And Character », sur Game Informer, 27 août 2010.
3. 1 2 3  (en) Darren Calvert, « Metroid: Other M Launches Across Europe on 3rd September 2010 », sur Nintendo Life, 8 juillet 2010.
4. 1 2 3 4 5 6 7 8 9 10 11 12  Puyo, « Test : Metroid Other M (Wii) », sur Gamekult, 3 septembre 2010.
5. 1 2 3 4 5 6 7 8 9 10 11 12 13 14 15 16 17 18 19 20 21 22 23  Anagund, « Metroid: Other M », sur Jeuxvideo.com, 3 septembre 2010.
6. 1 2 3 4 5 6  (en) « Metroid: Other M Review », sur Edge, 3 septembre 2010.
7. 1 2 3 4 5 6  (en) CVG Staff, « Wii Preview: Metroid: Other M Gameplay Preview », sur Computer and Video Games, 30 juillet 2010.
8. 1 2 3 4 5 6 7  (en) Andrew Brown, « Other M: Deleted Plotline - Feature », sur Nintendo World Report, 26 mai 2012.
9. ↑  (en) Jesse Schedeen, « Stars: Icons - Samus Aran », sur IGN, 12 février 2008.
10. 1 2 3  (en) Audrey Drake, « Killing Samus », sur IGN, 20 septembre 2010.
11. 1 2 3 4 5  (en) Justin Haywald, « Metroid: Other M Review », sur 1UP.com, 27 août 2010.
12. 1 2 3 4 5 6 7 8 9 10 11 12 13 14 15  Virgile, « Metroid Other M : Samus entre les mains de la Team Ninja », sur Jeuxvideo.fr, 4 septembre 2010.
13. ↑  (en) Brett Elston, « Everything we know about Metroid: Other M », sur GamesRadar+, 26 février 2010.
14. 1 2 3 4 5 6 7  (en) David Sanchez, « Metroid: Other M review », sur GameZone, 4 mai 2012.
15. ↑  (en) IGN Staff, « Nintendo Reveals Hardware and Software Lineup for the First Half of 2010 », sur IGN, 24 février 2010.
16. 1 2 3 4 5  (en) NGamer_UK, « Metroid: Other M – mega hands-on », sur GamesRadar+, 29 juillet 2010.
17. 1 2 3 4 5 6 7 8 9 10 11 12 13 14 15 16 17 18  (en) Craig Harris, « Metroid: Other M Review », sur IGN.
18. 1 2 3 4 5 6 7 8 9 10 11 12  (en) Tom Mc Shea, « Metroid: Other M Review », sur GameSpot, 27 août 2010.
19. 1 2  (en) matt cabral, « Metroid: Other M: A Change of Perspective », sur Kotaku, 20.
20. 1 2 3 4 5 6 7 8 9 10 11 12 13 14 15 16 17 18 19  (en) Kevin Gifford, « All About Metroid: Other M's Gameplay », sur 1UP.com, 28 juillet 2010.
21. 1 2 3  Ensis, « Test Metroid: Other M », sur JeuxVideoPC.com, 3 septembre 2010.
22. 1 2  (en) « Metroid: Other M review », sur GamesTM, 2 septembre 2010.
23. ↑  (en) Christian Donlan, « Metroid: Other M », sur Eurogamer, 26 février 2010.
24. ↑  (en) Matt Casamassina, « E3 2009: Metroid: Other M Heavy on Action and Story », sur IGN, 4 juin 2009.
25. ↑  (en) Jordan Deam, « Nintendo, Team Ninja Collaborate on Metroid: Other M », sur The Escapist, 2 juin 2009.
26. 1 2 3 4 5 6  (en) Kris Pigna, « Metroid: Other M Designed as an NES Game with Latest Technology », sur 1UP.com, 12 août 2010.
27. ↑  (en) Thomas Nickel, « The Origins of Metroid », sur IGN, 7 septembre 2010.
28. ↑  (en) Chris Kohler, « GDC: Metroid Creator Inspired by Italian Horror Films », sur Wired, 11 mars 2010.
29. 1 2  (en) Thomas East, « Team Ninja honoured to work on Metroid: Other M », sur Official Nintendo Magazine, 1er septembre 2010.
30. ↑  (en) Jayson Napolitano, « Metroid: Other M Audio Journal: Experience It Through Its Soundtrack », sur Original Sound Version, 27 août 2010.
31. ↑  (en) Nintendo World Report, « Metroid: Other M Jessica Martin Interview » [vidéo], sur YouTube, 2 décembre 2010.
32. ↑  (en) « Team Ninja's 'Metroid: Other M' Announced », sur Shacknews, 2 juin 2009.
33. ↑  (en) Anthony Gallegos, « E3 2010: Being Ninja Samus In Metroid: Other M », sur IGN, 15 juin 2010.
34. ↑  (en) « Best of E3 2010 Awards - Best Wii Game », sur GameTrailers, 2 juillet 2010.
35. ↑  (en) « Best of E3 2010 Awards - Game of the Show », sur GameTrailers, 2 juillet 2010.
36. ↑  (en) Craig Harris, « GDC 10: Second Opinions: Metroid: Other M », sur IGN, 16 mars 2010.
37. ↑  Hung Nguyen, « Metroid: Other M », sur JeuxActu, 26 février 2010.
38. ↑  (en) Mike Fahey, « Metroid: Other M Moves To August, Sin & Punishment Slides As Well », sur Kotaku, 23 avril 2010.
39. ↑  (en) Jim Reilly, « Metroid: Other M, Sin and Punishment 2 Delayed », sur IGN, 23 avril 2010.
40. ↑  (en) JC Fletcher, « Metroid: Other M rolls into North America June 27 », sur Engadget, 24 février 2010.
41. ↑  (en) « Metroid: Other M », sur IGN.
42. ↑  (en) Anoop Gantayat, « Major Wii Releases Dated in Japan », sur IGN, 2 juin 2010.
43. ↑  (en) Ben Parfitt, « Metroid boasts big marketing assault », sur MCV, 9 août 2010.
44. ↑  (en) JC Fletcher, « Metroid: Other M pre-orders include art folio at GameStop », sur Engadget.
45. ↑  (en) Nick Chester, « Reserve Metroid: Other M, get snazzy art folio », sur Destructoid, 28 mai 2010.
46. ↑  (ja) « Metroid Other M », Famitsu, no 1134,‎ 26 août 2010 (lire en ligne).
47. ↑  (en) Thomas Whitehead, « Nintendo Download: 31st March (Europe) », sur Nintendo Life, 29 mars 2016.
48. ↑  (en) Donald Theriault, « Nintendo Downloads - December 8, 2016 - News », sur Nintendo World Report, 8 décembre 2016.
49. ↑  (en) Tom Goldman, « Nintendo Fixing Metroid: Other M Glitch Through the Mail », sur The Escapist, 27 septembre 2010.
50. ↑  (en) Daniel Feit, « Game-Breaking Metroid Other M Bug Acknowledged By Nintendo », sur 1UP.com, 27 septembre 2010.
51. 1 2  (en) Jim Reilly, « No Fix in Sight for Metroid Bug », sur IGN, 16 septembre 2010.
52. ↑  (en) Brian Ashcraft, « Nintendo Taking Care Of Metroid: Other M Bug », sur Kotaku, 27 septembre 2010.
53. ↑  Dam, « Metroid: Other M », Consoles +, no 219,‎ septembre 2010.
54. 1 2  (en) Kevin Gifford, « Famitsu Rates Metroid: Other M », sur 1UP.com, 25 août 2010.
55. 1 2 3  (en) Tae K. Kim, « GamePro Metroid: Other M review », sur GamePro, 27 août 2010.
56. ↑  Gianni Molinaro, « Metroid: Other M », Jeux vidéo Magazine, no 118,‎ octobre 2010.
57. ↑  (en) « Review: Metroid: Other M », Nintendo Power, no 259,‎ octobre 2010, p. 84.
58. 1 2  (en) Chris Scullion, « Metroid: Other M review », sur Official Nintendo Magazine, 1er septembre 2010.
59. 1 2  (en) Christian Donlan, « Metroid: Other M », sur Eurogamer, 27 août 2010.
60. 1 2  (en) Josh Laddin, « Metroid: Other M Review », sur Game Revolution, 30 août 2010.
61. 1 2 3  Julien Inverno, « Test. Metroid: Other M (Wii) », sur Gameblog, 3 septembre 2010.
62. 1 2 3 4  (en) Ryan Scott, « Metroid: Other M Review », sur GameSpy, 31 août 2010.
63. 1 2  (en) Brett Elston, « Metroid: Other M review », sur GamesRadar+, 28 août 2010.
64. 1 2 3  (en) « Metroid Other M Review » [vidéo], sur GameTrailers, 26 mai 2016.
65. ↑  Stéphane Sautonie, « Test Metroid: Other M », sur JeuxActu, 6 septembre 2010.
66. 1 2  (en) JC Fletcher, « Metroid: Other M review: a successful fusion », sur Joystiq, 27 août 2010.
67. 1 2  (en) Jon Wahlgren, « Review: Metroid: Other M (Wii) », sur Nintendo Life, 31 août 2010.
68. ↑  (en) Chris Kohler, « Review: Metroid: Other M Sports Daring Game Design, Cinematic Ambitions », sur Wired, 27 août 2010.
69. ↑  (en) Steve Butts, « Review: Metroid Other M », sur The Escapist, 2 septembre 2010.
70. 1 2  (en) « Metroid: Other M », sur Metacritic.
71. ↑  (en) Jeremy Parish, « Dial Other M for Murder: Is the Metroid Series Dead? », sur 1UP.com, 25 mai 2011.
72. ↑  (en) Luke Plunkett, « Don't Blame Team Ninja for Metroid: Other M's Story », sur Kotaku, 23 septembre 2011.
73. ↑  (en) Jeremy Parish, « Metroid Game-by-Game Reviews: Metroid: Other M », sur USgamer, 28 septembre 2017.
74. ↑  « Replay Metroid a 30 ans : Quel bilan tirer de Metroid: Other M ? », sur Jeuxvideo.com, 12 août 2016.
75. ↑  Rédaction, « Metroid a 25 ans », sur Jeuxvideo.com, 6 août 2011.
76. 1 2  (en) IGN Staff, « Top 25 Most Wanted Games of 2010 - », sur IGN, 14 juillet 2010, p. 4.
77. ↑  (en) « Metroid: Other M », sur GameRankings.
78. ↑  (en) Ishaan, « This Week In Sales: Metroids, Monster Hunters And Samurai », sur Siliconera, 9 septembre 2010.
79. ↑  (en) Ishaan, « This Week In Sales: Pirates And More Samurai, This Time From Irem », sur Siliconera, 17 septembre 2010.
80. ↑  (en) Kyle Orland, « NPD Results, September 2010: Industry Down 8 Percent As Halo: Reach Dominates », sur Gamasutra, 14 octobre 2010.
81. 1 2  (en) Stephen Totilo, « Nintendo Trying To Figure Out What Went Wrong With Newest Metroid », sur Kotaku, 12 novembre 2010.
82. ↑  (en) IGN Staff, « Game of the Month: August 2010 », sur IGN, 31 août 2010.
83. ↑  (en) « Best of 2010: Coolest Atmosphere », sur IGN, 2010.
84. ↑  (en) Chris Kohler, « The 20 Best Games of 2010 », sur Wired, 27 décembre 2010.
85. ↑  (en) GamesRadar US & UK, « The Anti-Awards 2010 », sur GamesRadar+, 6 janvier 2011.
86. ↑  (en) Ben Reeves, « Is Kirby's Epic Yarn The Worst Game of 2010? », sur Game Informer, 17 décembre 2010.
87. ↑  (en) Maxwell McGee, « Top 7… Laziest storytelling cliches in gaming », sur GamesRadar+, 26 janvier 2015.
88. ↑  (en) « The Top 10 Dorks of 2010 », Game Informer, no 214,‎ février 2011, p. 31.
89. ↑  (en) « Top 10 Disappointments of 2010 », Game Informer, no 214,‎ février 2011, p. 38.
90. ↑  (en) Alexa Ray Corriea, « Hyrule Warriors review: old tricks », sur Polygon, 17 septembre 2014.
91. ↑  (en) Craig Harris, « Metroid: Zero Mission Review », sur IGN, 6 février 2004.
92. ↑  (en) Greg Kasavin, « Metroid: Zero Mission for Game Boy Advance Review », sur GameSpot, 5 mars 2004.
93. ↑  (en) Sam Claiborn, « Metroid: Samus Returns Review », sur IGN, 13 septembre 2017, p. 2.
94. ↑  Anagund, « Test Metroid Samus Returns : Un des meilleurs jeux d'action/aventure 2D de ces dernières années ! sur 3DS », sur Jeuxvideo.com, 13 septembre 2017.
95. ↑  (en) « The Retro Guide to… Metroid », Retro Collection, vol. 8,‎ 2015, p. 16-21.
96. ↑  (en) Ray Carsillo, « Metroid Prime: Federation Force review », sur Electronic Gaming Monthly, 30 août 2016.
97. ↑  (en) Brian Shea, « At The Intersection Of Fun And Frustration - Metroid Prime Federation Force - 3DS », sur Game Informer, 19 août 2016.
98. ↑  (en) Lucas M. Thomas, « There's a Metroid Crossover in Dead or Alive Dimensions », sur IGN, 19 janvier 2011.
99. ↑  (en) Wesley Yin-Poole, « Samus not playable in Dead or Alive 3DS », sur Eurogamer, 24 janvier 2011.
100. ↑  (en) Audrey Drake, « Dead or Alive Dimensions -- Metroid Secrets », sur IGN, 23 mai 2011.
101. ↑  (en) Jenna Pitcher, « Nintendo Dishes Details on New Super Smash Bros. Stages », sur IGN, 23 octobre 2014.
102. ↑  (en) Jeffrey Matulef, « Archie Comics nearly made a Metroid series », sur Eurogamer, 31 mai 2017.
103. ↑  (en) Ishaan, « Max Factory To Release Metroid: Other M Samus Aran Figma Figurine », sur Siliconera, 28 août 2011.
104. ↑  « Metroid: Other M : Une figurine FIGMA signée Max Factory pour Samus ! », sur ActuGaming.net, 20 juin 2016.
105. ↑  (en) Ishaan, « Samus And Link Figma Figurines Headed To U.S. This Fall », sur Siliconera, 25 mai 2013.